# Arquitectura barroca en la República Checa

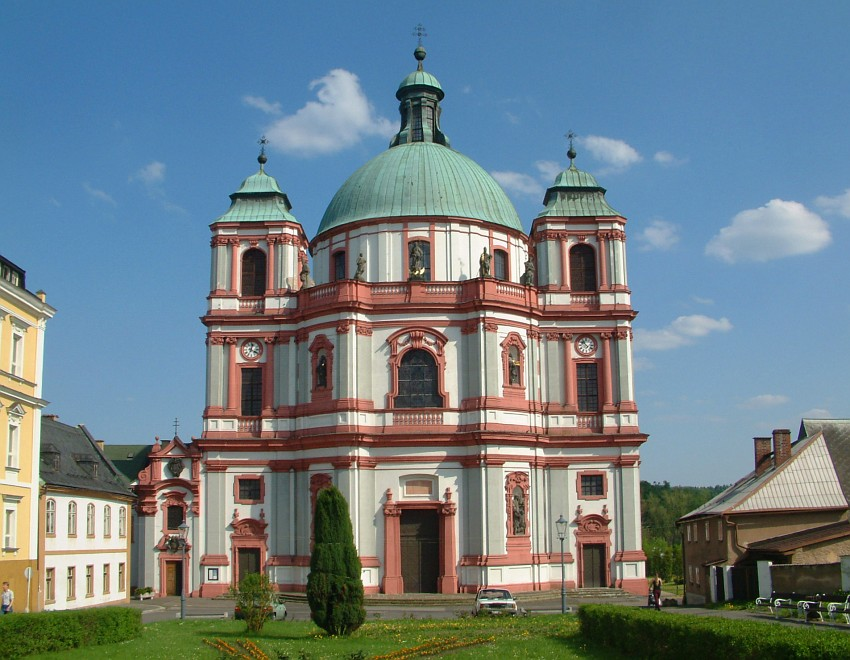
Basílica de San Lorenzo y San Zdislav en Jablonné en Podještědí (1699-1729), reconstrucción de la iglesia dominica de Johann Lukas von Hildebrandt.

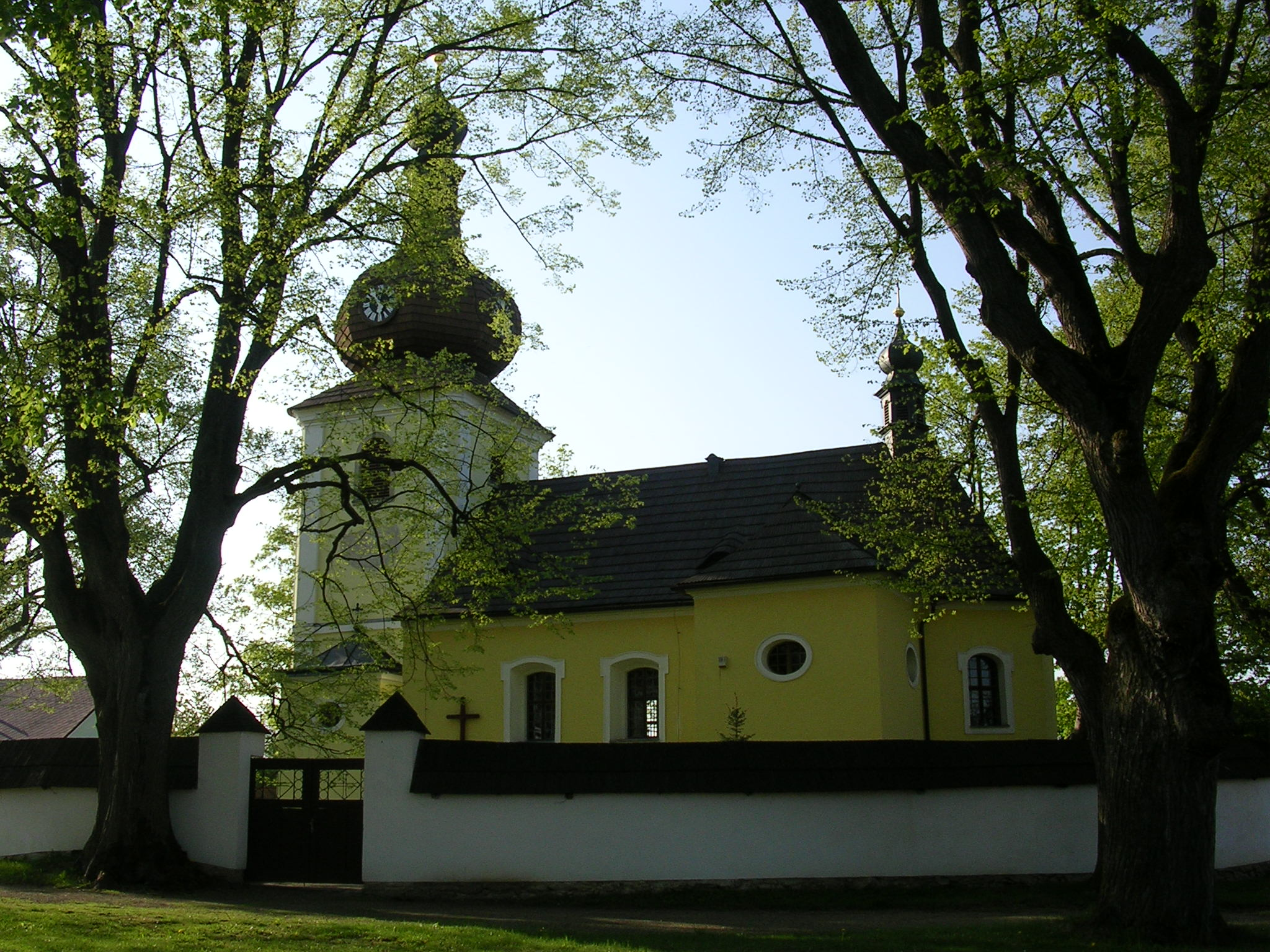
Iglesia barroca típica de la campiña checa (Iglesia de San Nicolás en Častrov).

La arquitectura barroca checa se refiere a una fase muy significativa del desarrollo de la arquitectura barroca en el territorio de la actual República Checa, entonces parte de la Tierras de la Corona de Bohemia (fundamentalmente Bohemia, Moravia y la Silesia checa). En tierras checas, el estilo barroco se manifestó aproximadamente desde la primera mitad del siglo XVII hasta el tercer cuarto del siglo XVIII, alcanzando su apogeo a principios del siglo XVIII.
El estilo barroco influyó mucho en la forma del paisaje checo. Los monumentos barrocos representan la capa conservada más numerosa y más continua del fondo patrimonial checo. Gracias a su amplitud y excepcionalidad, la arquitectura barroca checa se ha convertido en un concepto histórico-artístico independiente y se considera parte integral de la riqueza cultural europea. En el período del alto barroco, en el primer tercio del siglo XVIII, las tierras checas estuvieron incluso en la vanguardia de las conquistas artísticas europeas, cuando el llamado barroco dinámico o radical iniciado por Francesco Borromini y Guarino Guarini se completó magistralmente aquí en las personas de Christoph Dientzenhofer, Kilian Ignaz Dientzenhofer y Jan Blažej Santini-Aichel. Este periodo también cambió la apariencia de las zonas rurales checas, ya que las iglesias y capillas de campo son en su mayoría barrocas.
En tierras checas, la difusión del barroco  estuvo determinada en gran medida por la victoria del partido católico tras el fallido levantamiento durante la guerra de los Treinta Años de los estamentos checos, principalmente protestantes, y en la arquitectura sacra permaneció conectado casi exclusivamente con la Iglesia católica, que era la única permitida (hasta 1781, en el reino de Bohemia, desde 1627, y en el margraviato de Moravia desde 1628).
Además de unos pocos arquitectos barrocos de origen checo, muchos de los arquitectos dedicados a este estilo que trabajaron, vivieron y muchas veces también murieron en el país, procedían del extranjero o eran descendientes de extranjeros afincados en tierras checas. Gran parte de ellos eran de origen italiano, pero también procedían algunos del Electorado de Baviera, del Archiducado de Austria o de Francia.
Algunas obras de este periodo barroco han sido declaradas patrimonio de la Humanidad por la Unesco: en 1994, la iglesia de peregrinación de San Juan Nepomuceno (1719-1722), y en 1995, la iglesia de la Asunción de Nuestra Señora y San Juan Bautista en el monasterio de Sedlec (reconstrucción, 1703-1710), ambas del arquitecto bohemio Jan Blažej Santini Aichel; en 1998, el Palacio Arzobispal de Kroměříž, renovado por el arquitecto italo-suizo Filiberto Lucchese, y luego por el italiano Giovanni Pietro Tencalla, en el estilo barroco temprano; en 2000, la columna de la Santísima Trinidad en Olomouc (1714-1754), obra del escultor Ondrej Zahner; y en 2008, el castillo de Valtice, sede de la Casa de Liechtenstein durante mucho tiempo (y ahora parte del Paisaje cultural de Lednice-Valtice).

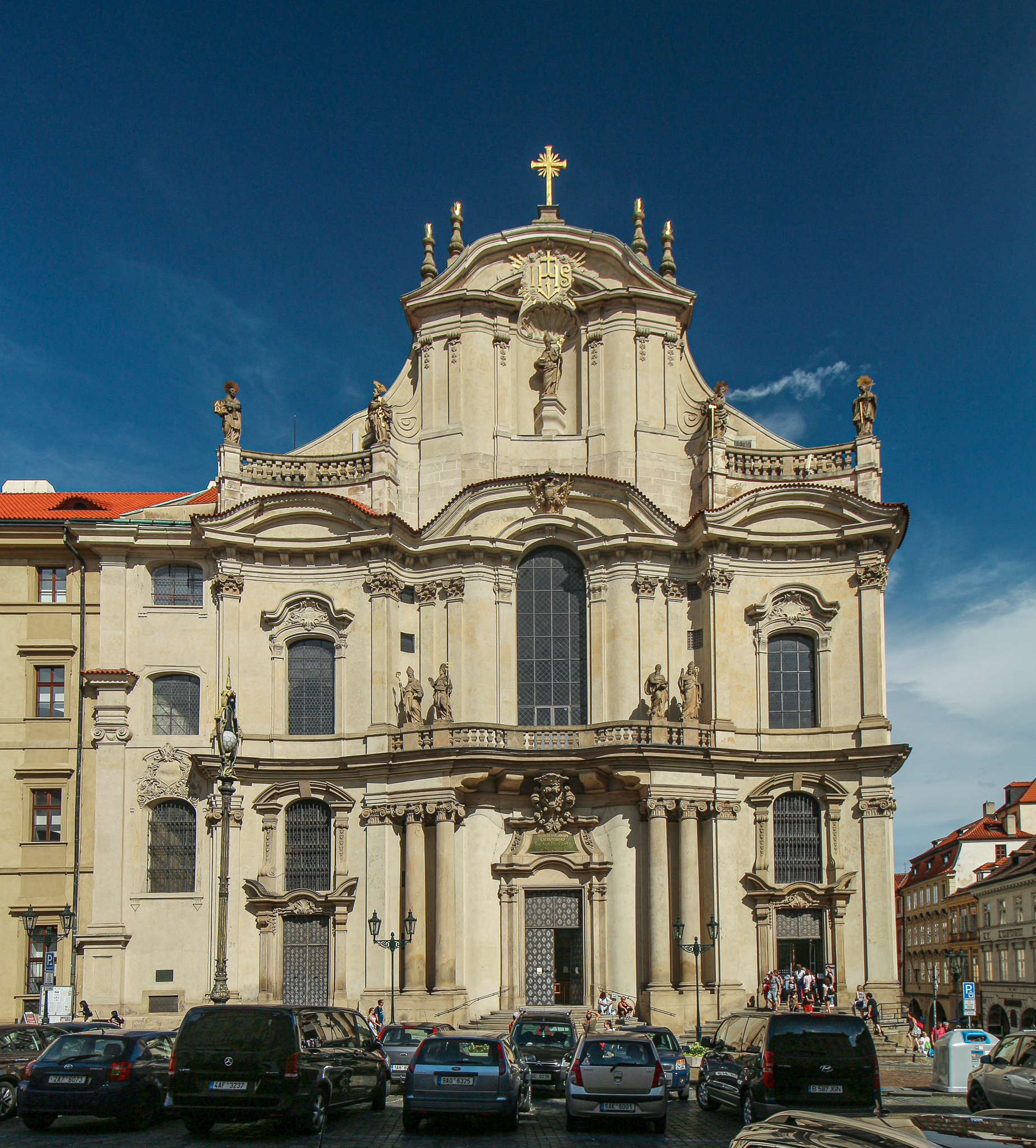
Iglesia de San Nicolás en Malá Strana, Praga (1673-1752) obra de Christoph Dientzenhofer, ejemplo de barroco radical.
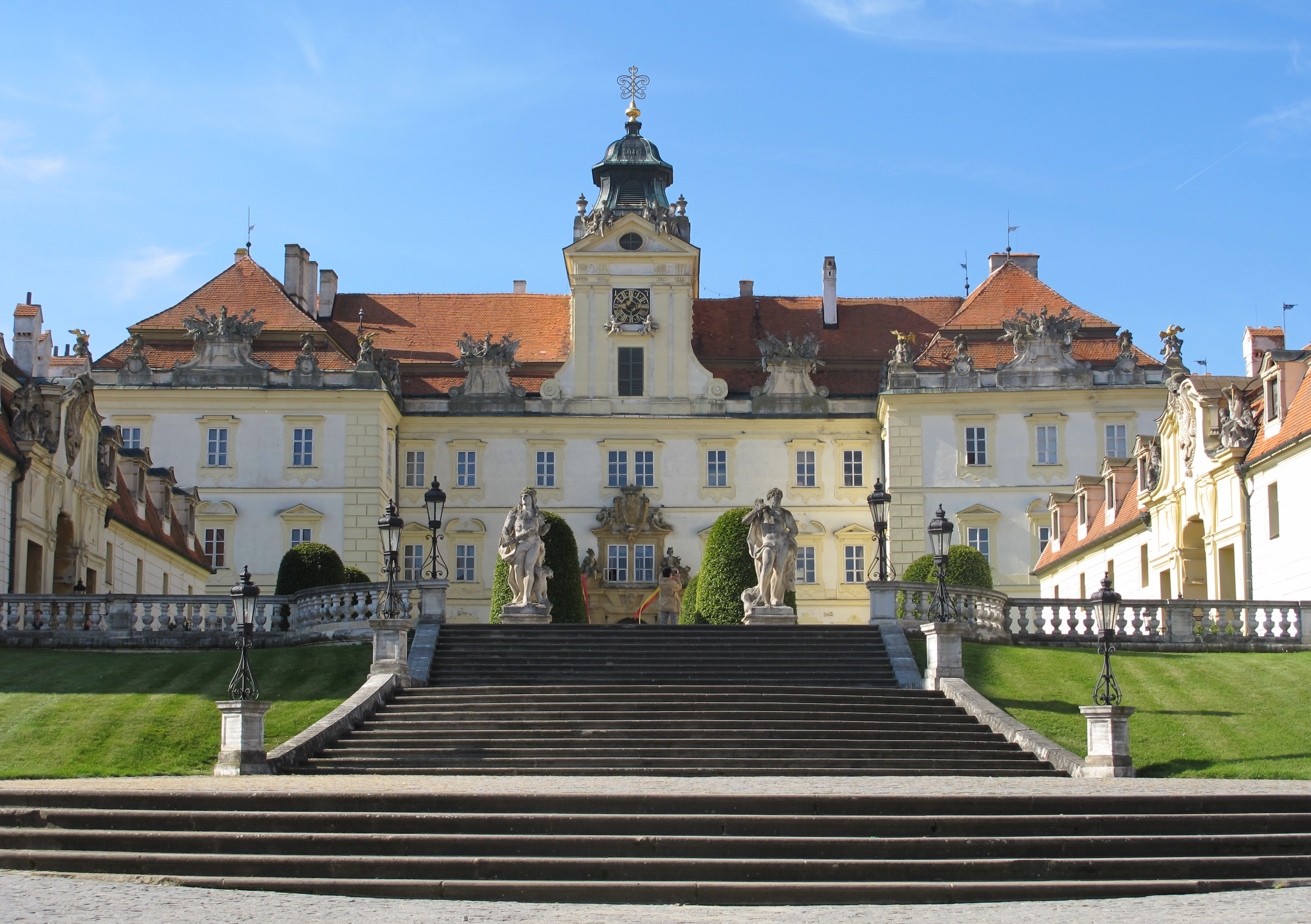
Castillo de Valtice
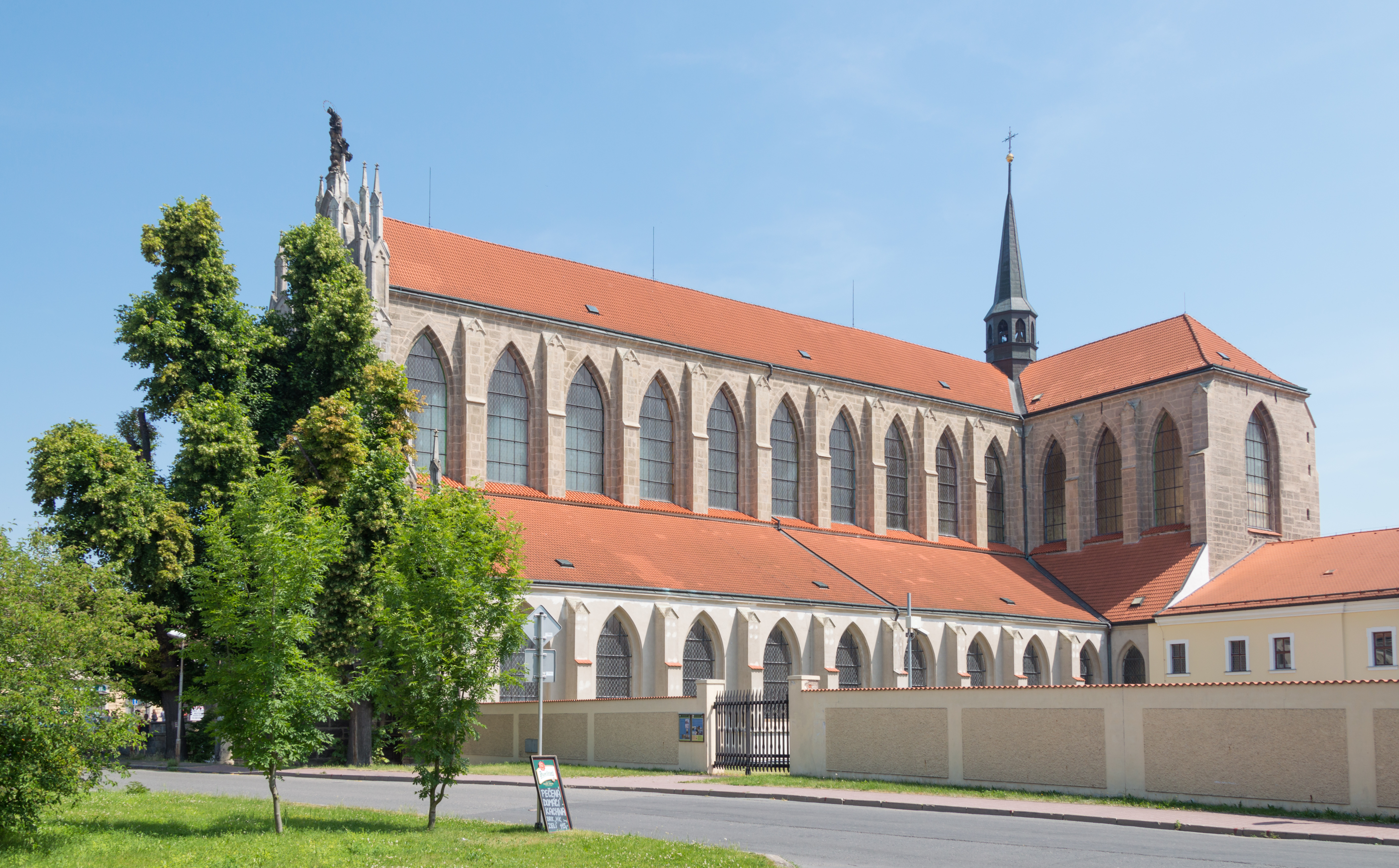
Iglesia de la Asunción de Nuestra Señora y San Juan el Bautista (1703-1710) en Sedlec, de Jan Santini
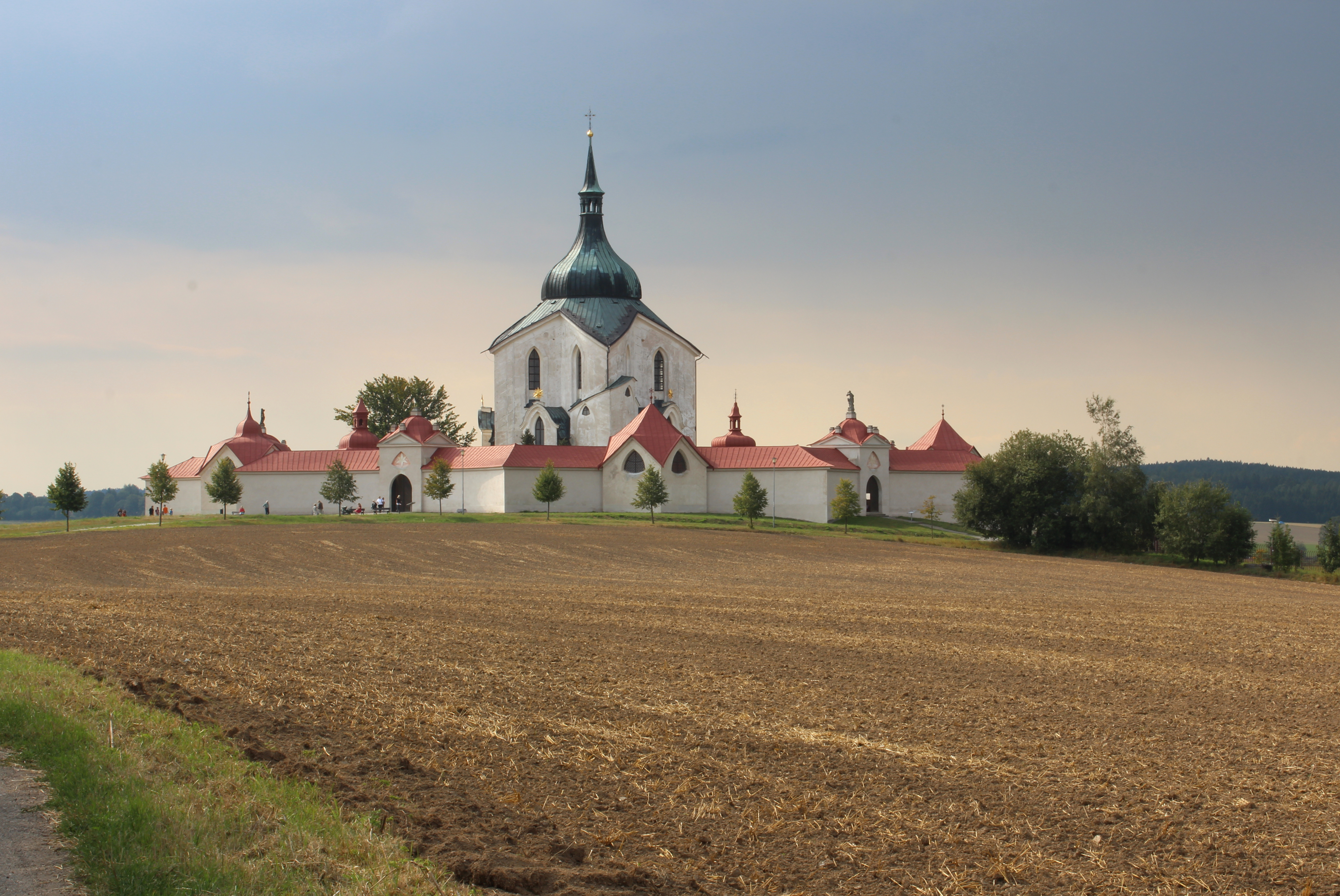
Iglesia de peregrinación de San Juan Nepomuceno (1719-1727) en Žďár nad Sázavou, también de Santini
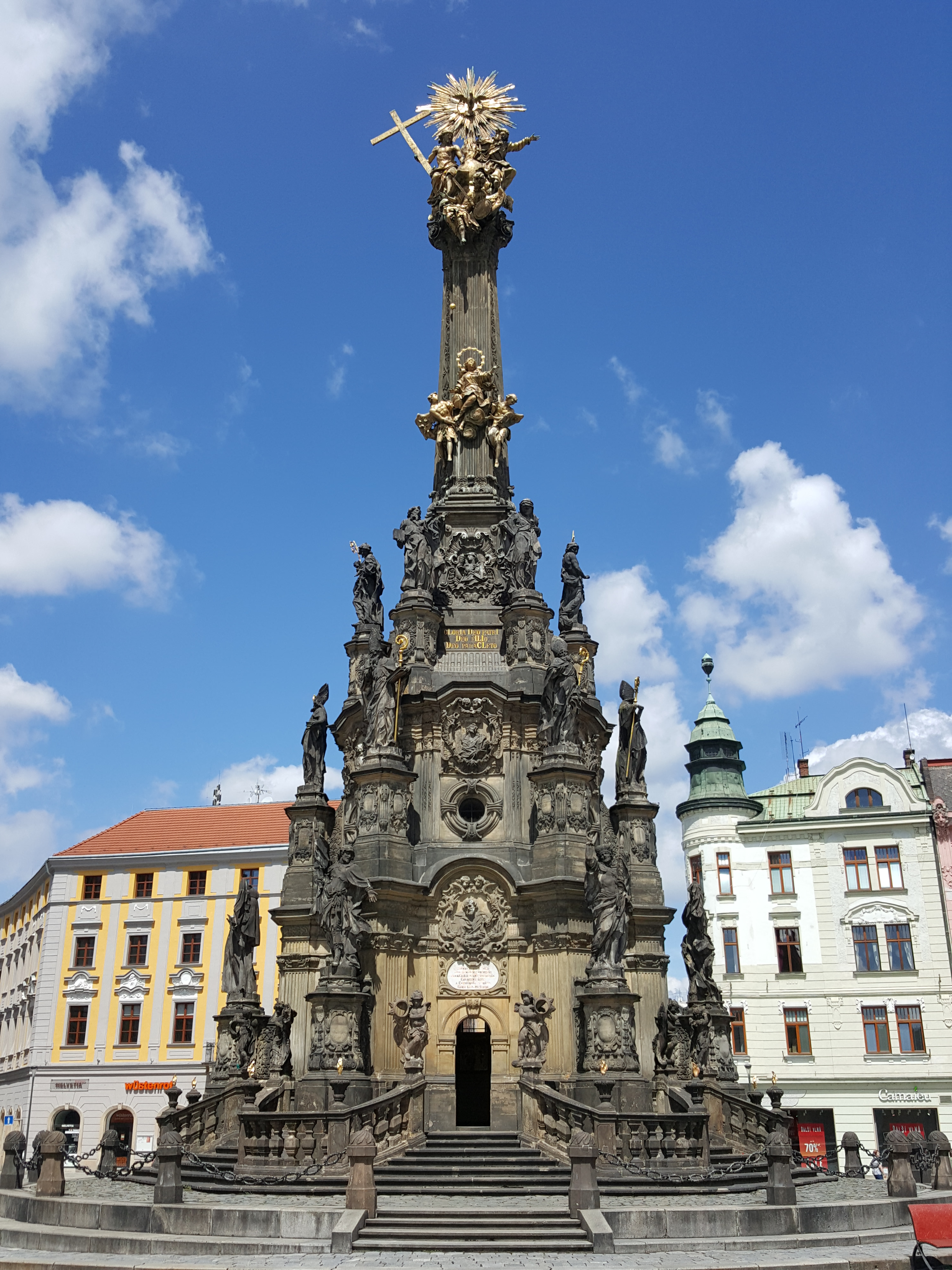
columna de la Santísima Trinidad en Olomouc (1714-1754)

## Del Renacimiento tardío y el manierismo al barroco temprano

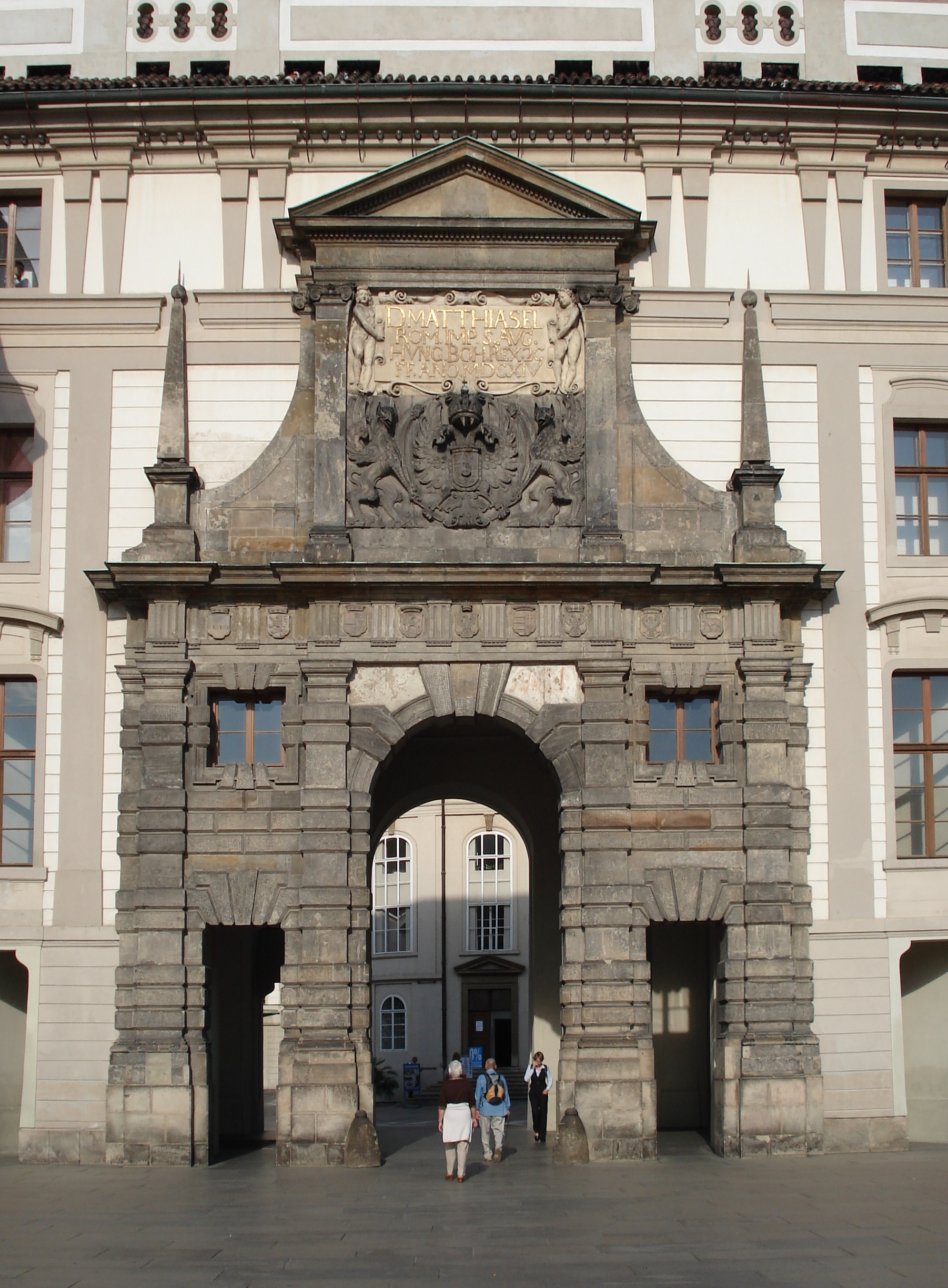
La puerta de Matías en el castillo de Praga, probablemente la primera construcción barroca en Bohemia.

El estilo barroco penetró en Bohemia en la primera mitad del siglo XVII. Praga fue uno de los principales centros del arte manierista (un estilo renacentista tardío, que preveía el barroco temprano) bajo el reinado de Rodolfo II (1576-1611). Al final de su reinado y durante el de su hermano Matías (r. 1611-1619) se construyeron en Praga algunos edificios  que se consideran ahora los primeros edificios en Bohemia que muestran la influencia del barroco y signos de la decadencia de la forma renacentista clásica. Sin embargo, el límite entre el manierismo y el barroco no es claramente evidente y, por ello es difícil clasificar claramente los edificios de este período de transición en uno de esos estilos, por lo que algunos estudiosos los consideran del barroco tempranos y otros manieristas.
Entre estos edificios de transición se encuentra la capilla italiana consagrada a la Asunción de la Virgen María, contigua al antiguo colegio Jesuita llamado Clementinum construido en 1590-1600 para los  italianos (valacos) asentados en Praga, diseñado por el arquitecto italiano O. Mascarino. Aunque es una capilla tardorenacentista o manierista, es importante para la arquitectura barroca checa por su planta elíptica, que anuncia un retroceso del arte renacentista más racional y clasicista hacia una solución barroca más dinámica.
La puerta de Matías del castillo de Praga, construida antes de 1614 probablemente por el arquitecto italiano rudolfiniano Giovanni María Filippi, se considera tradicionalmente como el primer edificio barroco de Praga.

## Barroco temprano

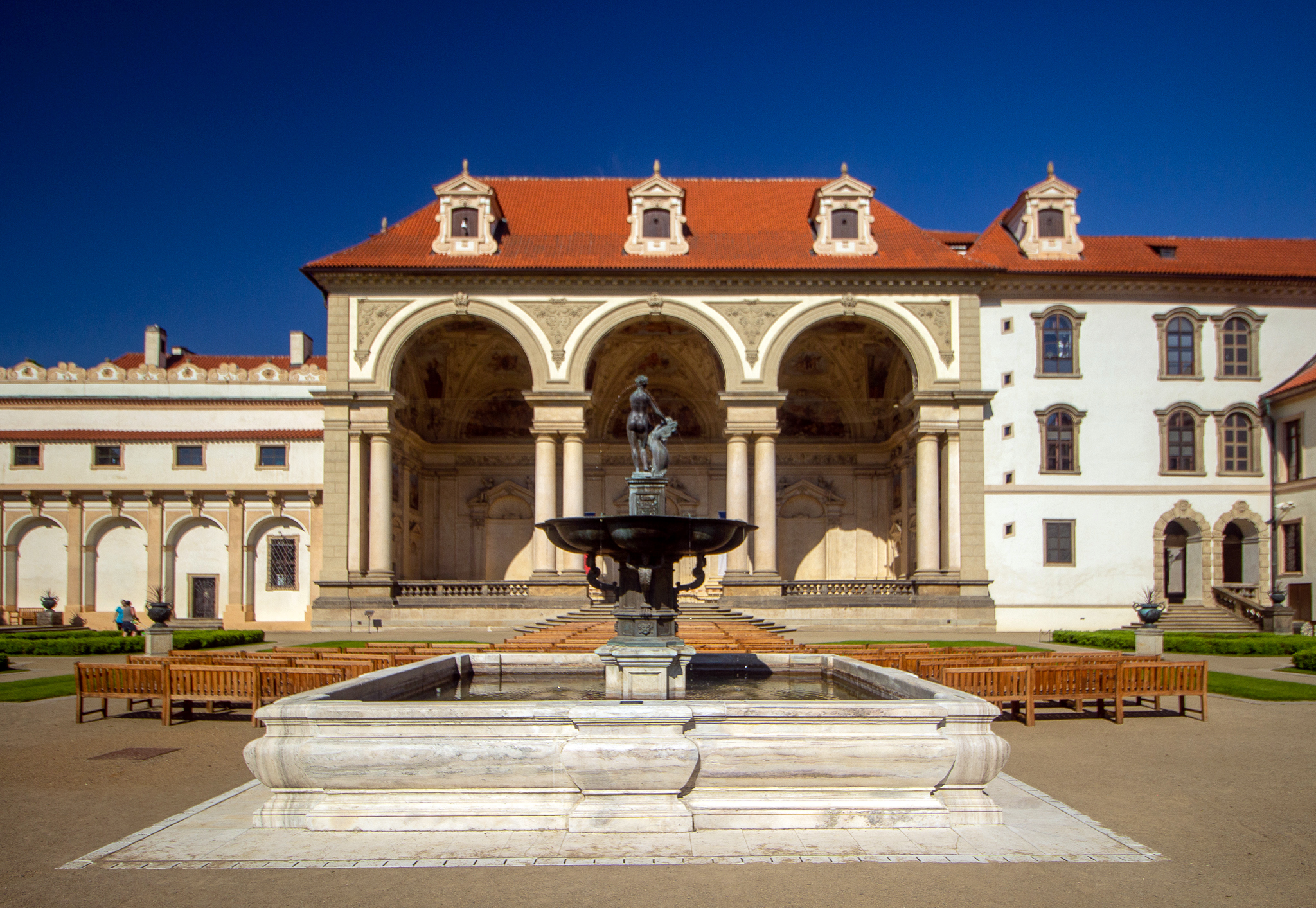
Palacio de Wallenstein, el primer palacio barroco de Europa Central.

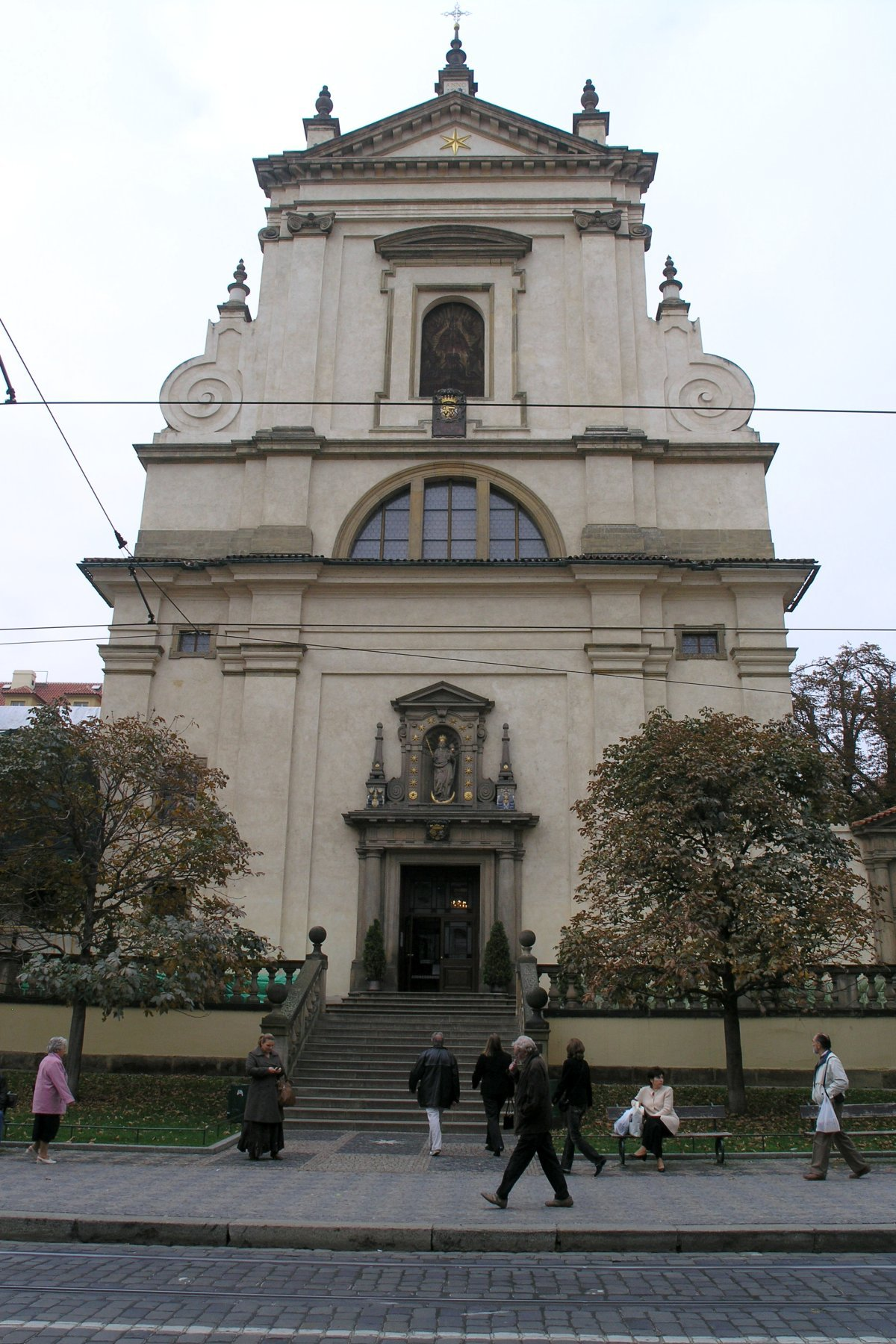
Fachada de la Iglesia de Santa María de la Victoria (Praga) (1611-1613, rec. 1636-1644)

El barroco puro comenzó a manifestarse en tierras checas solo después de la batalla de la Montaña Blanca (1620) —parte de la Guerra de los Treinta Años (1618-1648),— cuando fue apoyado principalmente por la nobleza católica enriquecida por las confiscaciones. El barroco, auspiciado por la Italia católica, fue fuertemente apoyado por esa aristocracia católica rica y por la propia iglesia católica, que se convirtió en la única iglesia legal después de 1627. Sin embargo, la influencia del manierismo todavía es visible en esta arquitectura temprana de Pobielohora. La mayoría de los edificios importantes del barroco checo temprano fueron obra de extranjeros, especialmente italianos.
El primer palacio barroco de Praga, y probablemente también el primero de Europa Central, fue construido entre 1621 y 1630 para Albrecht von Wallenstein, un noble checo, general del ejército imperial en la Guerra de los Treinta Años. El palacio Wallenstein (Valdštejnský palác) fue diseñado y construido por los arquitectos italianos Giovanni Pieroni y Andrea Spezza fue una importación directa de  Florencia y se inspiró en la arquitectura romana contemporánea más novedosa de su época, aunque también se aprecia la influencia del manierismo. La arquitectura del Palacio Wallenstein fue una importación directa de  Florencia , y su diseño se inspiró en la arquitectura romana contemporánea.
En términos de monumentalidad, el palacio de Valdštejn iba a ser superado por otro palacio de Malostran: el palacio de Michny z Vacínov. Lamentablemente, su construcción se detuvo hacia 1650 por falta de fondos. La autoría del proyecto se atribuye a Francesco Caratti.
La iglesia barroca más antigua de Praga se considera que es la iglesia de Nuestra Señora Victoriosa en Malá Strana de Praga. Probablemente fue construida por Giovanni María Filippi en 1611-1613 para los luteranos en estilo tardorrenacentista. Tras la batalla de la Montaña Blanca, fue entregado a los Carmelitas Descalzos , quienes llevaron a cabo su reconstrucción barroca temprana hasta 1644 cuando se completó la fachada.
Un importante arquitecto del barroco temprano en Praga fue Carlo Lurago, llegado de Italia y que trabajó principalmente para los jesuitas. Comenzó con la reconstrucción barroca del Clementinum y la antigua iglesia renacentista del Santísimo Salvador en la Ciudad Vieja. También para los jesuitas construyó la iglesia de San Ignacio en la plaza Carlos en la Ciudad Nueva y la iglesia de Březnice. Participó en la construcción barroca del área de peregrinación en la Montaña Sagrada cerca de Příbram y en la construcción de otras iglesias checas. En 1666-1668 diseñó el palacio Humprecht para Humprecht Černín de Chudenice, con una planta baja elíptica. Otro arquitecto italiano que se estableció en tierras checas fue Francesco Carrati, que diseñó el palacio Černín en Praga.
La residencia de los arzobispos de Olomouc en Kroměříž fue renovada por el arquitecto italo-suizo Filiberto Lucchese, y luego por el italiano Giovanni Pietro Tencalla, en el estilo barroco temprano. El Palacio Arzobispal de Kroměříž fue incluido en la lista del Patrimonio Mundial de la UNESCO como «Jardines y castillo de Kroměříž».
En Moravia, el desarrollo artístico se aceleró por la proximidad geográfica a la nueva ciudad residencial imperial de Viena y fue apoyado en gran medida por las familias de magnates de Liechtenstein y Dietrichstein. A su servicio trabajó la personalidad más importante del barroco temprano de Moravia de la primera mitad del siglo XVII: Giovanni Giacomo Tencalla, quien construyó el castillo en  Mikulov y la Iglesia de la Asunción de la Virgen María en Valtice.  Otros arquitectos italianos Filiberto Lucchese y Giovanni Pietro Tencalla reconstruyeron el palacio arzobispal de Kroměříž en la segunda mitad del siglo XVII en su forma barroca temprana actual, declarado en 1998 por la UNESCO patrimonio de la Humanidad.
Entre otros arquitectos, destacó el francés Jean Baptiste Mathey, activo principalmente en Praga y sus alrededores. Entre sus obras se encuentran la iglesia de San Francisco el Seráfico en la Ciudad Vieja de Praga, cerca  del puente de Carlos, el palacio Toscano en Hradčany, el Salón de Equitación del castillo de Praga y el palacio de Troja, construido fuera de la capital para el conde de Sternberg. También reconstruyó el palacio Arzobispal de Praga. Su obra, que anuncia el comienzo del Alto Barroco, cierra la era del Barroco temprano en Bohemia.

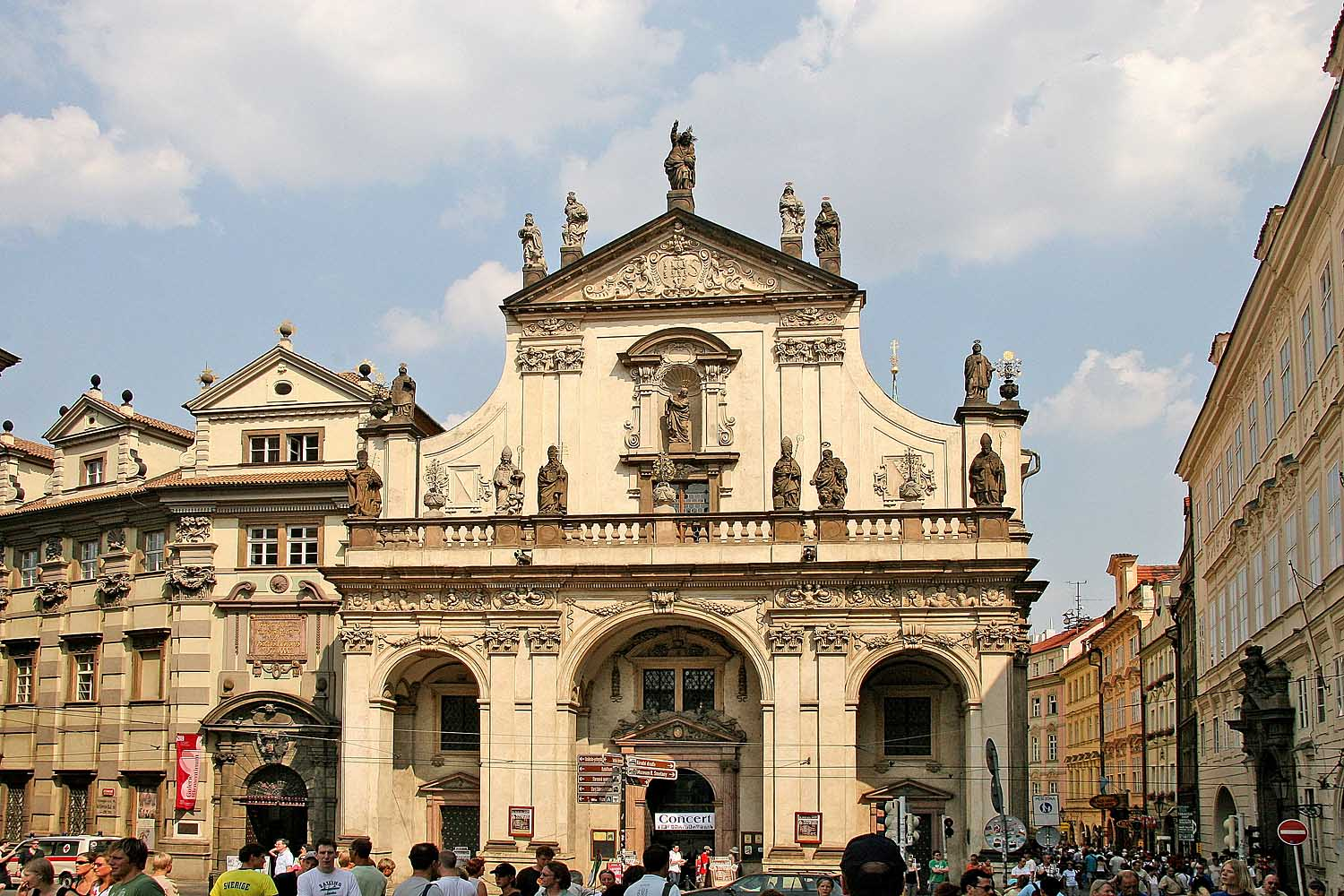
La fachada frontal de la iglesia del Santísimo Salvador, de Carlo Lurago (1650s-1660)
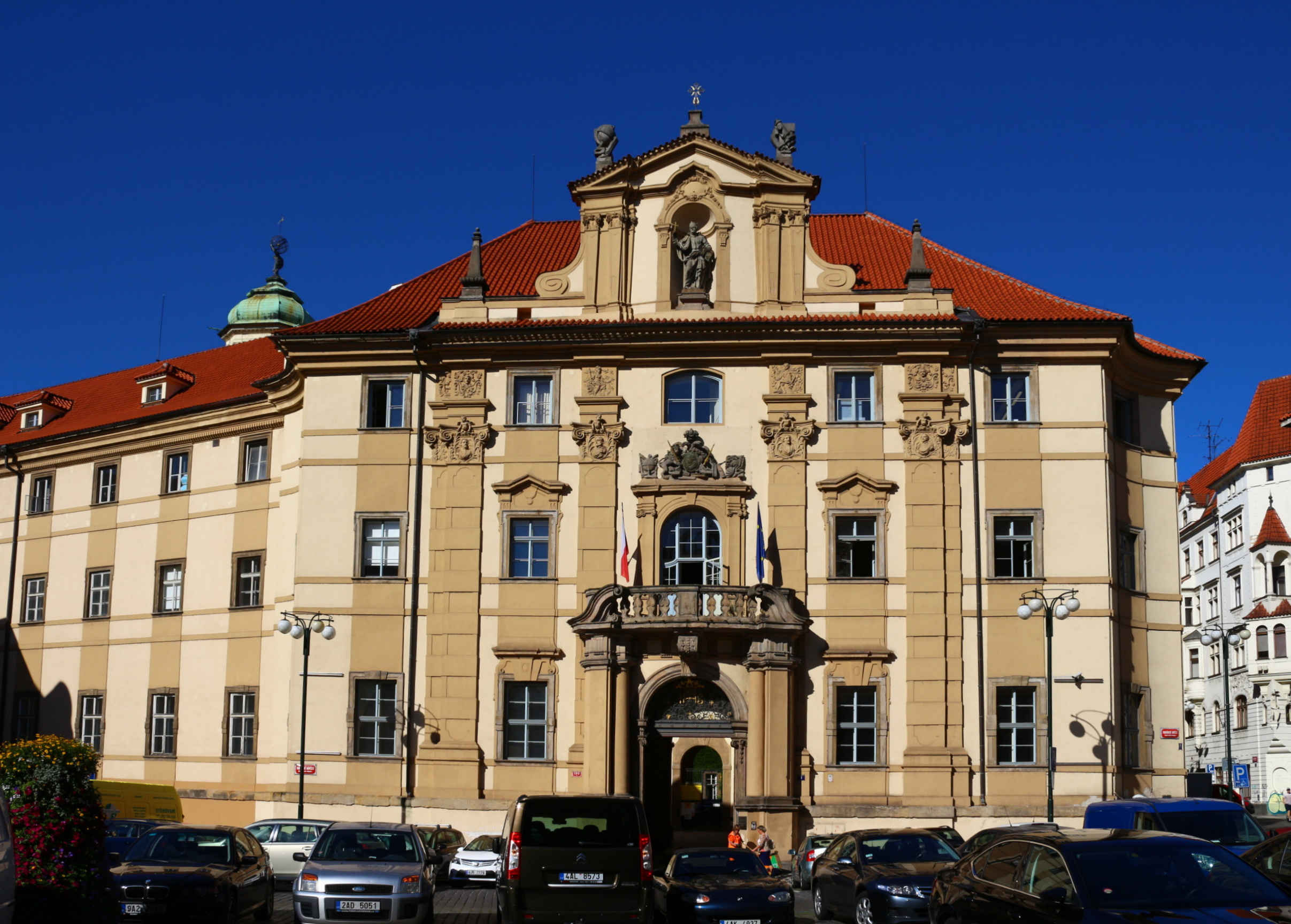
La fachada oriental del Clementinum, de Carlo Lurago (1650-1660)
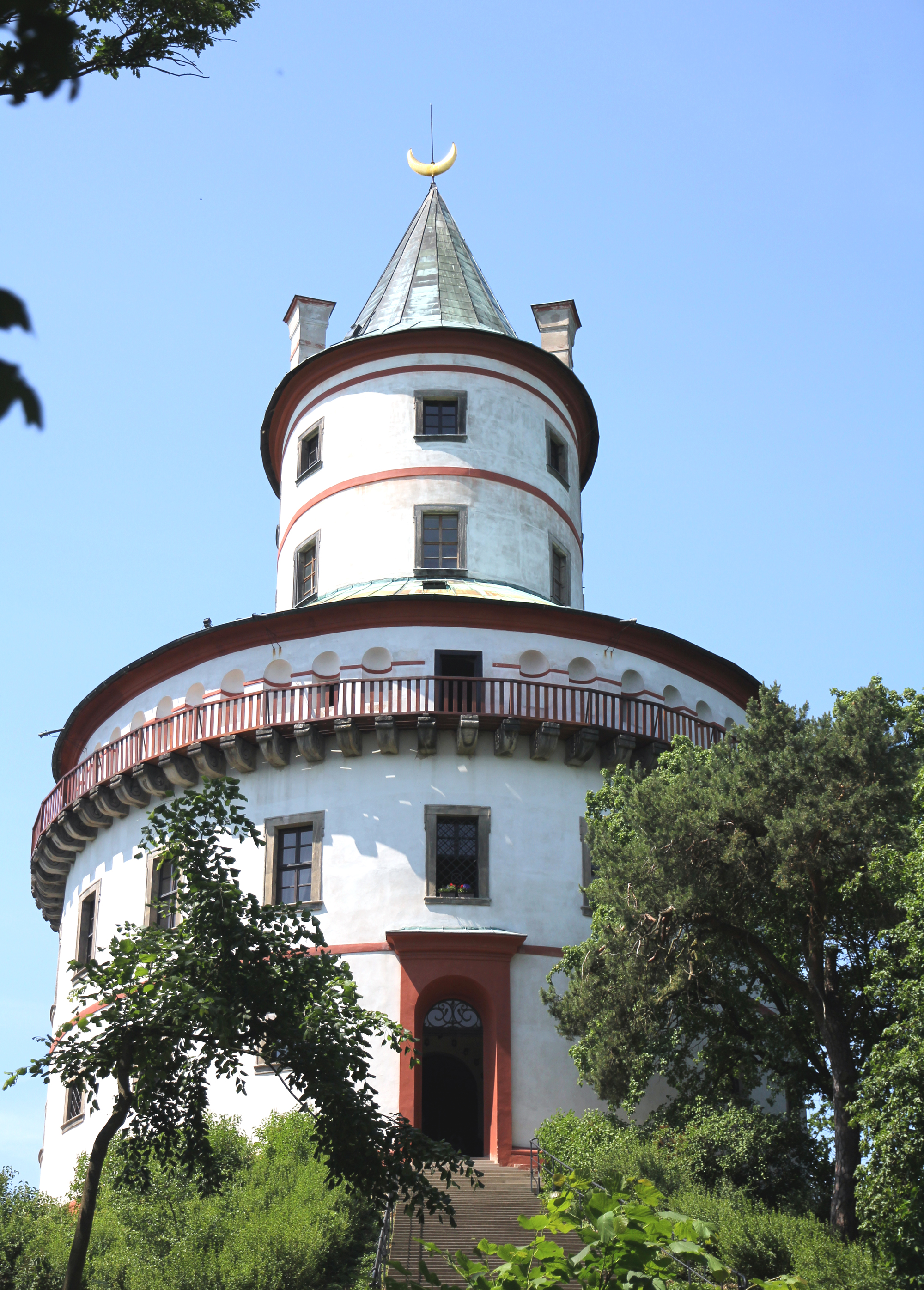
El castillo de Humprecht (1666-1668), de Carlo Lurago
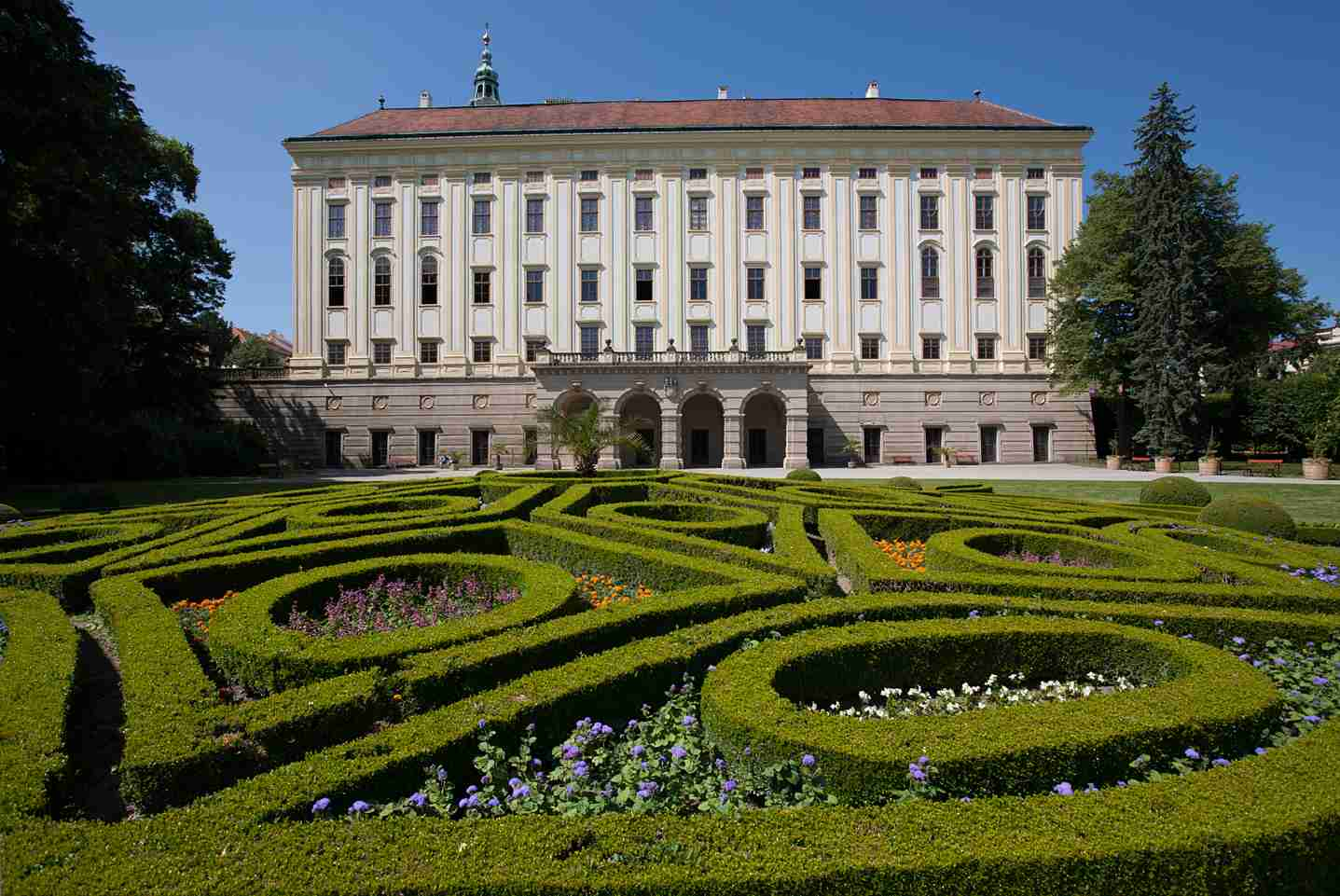
Palacio arzobispal de Kroměříž (década de 1660), de Filiberto Lucchese
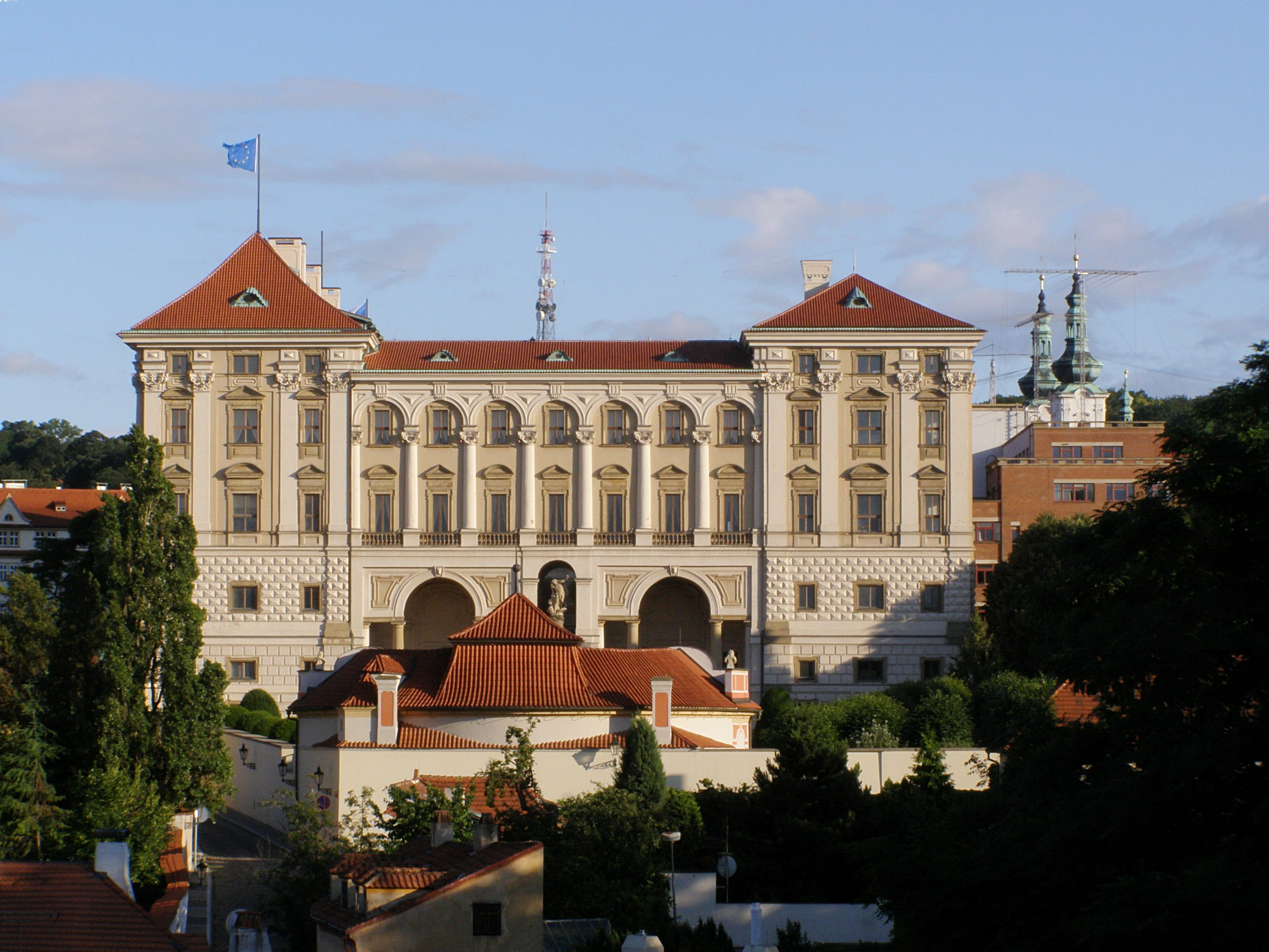
Palacio Černín (1660-1680), de Francesco Caratti
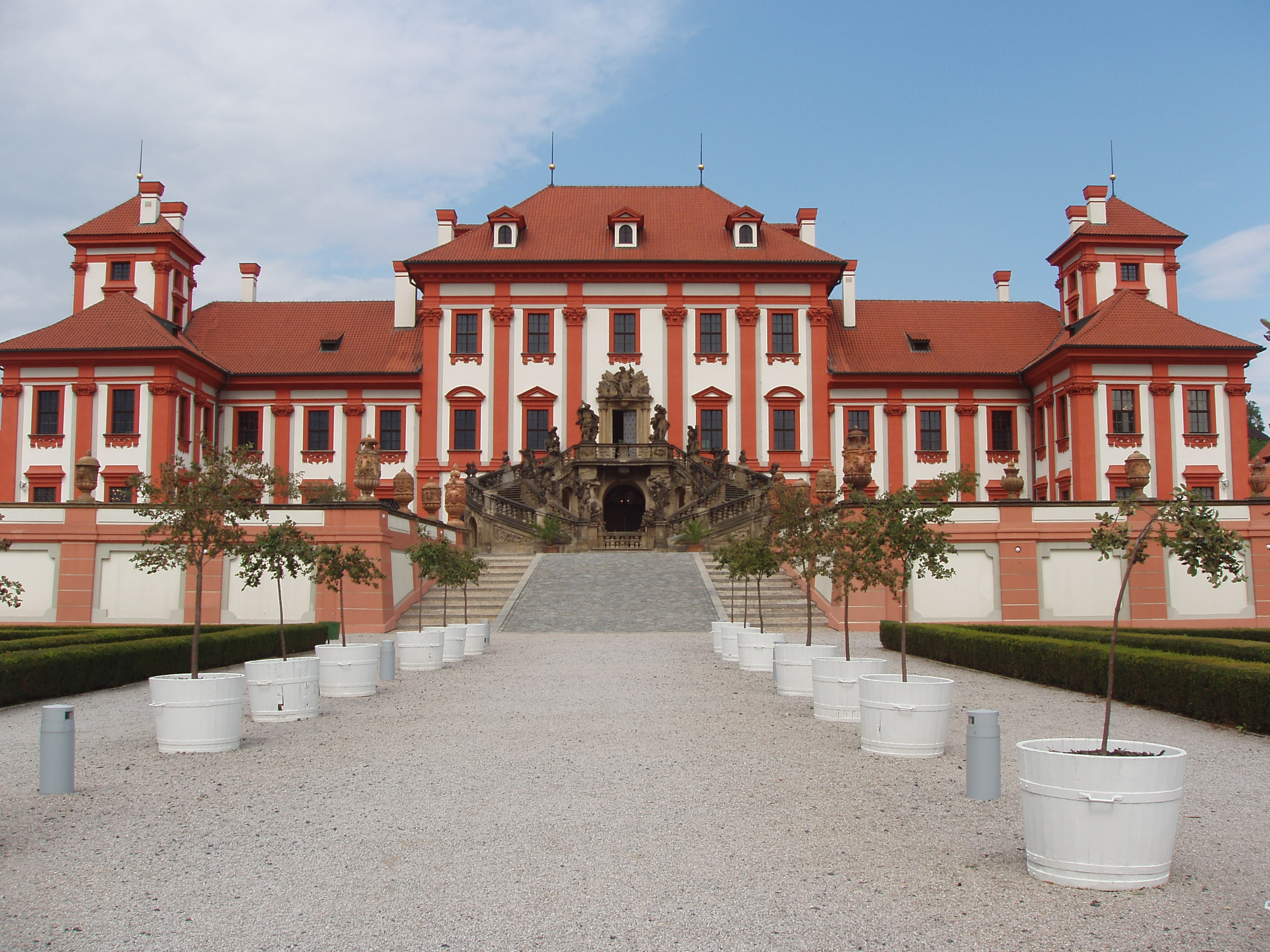
Palacio de Troja (1679-1685), de Jean Baptiste Mathey
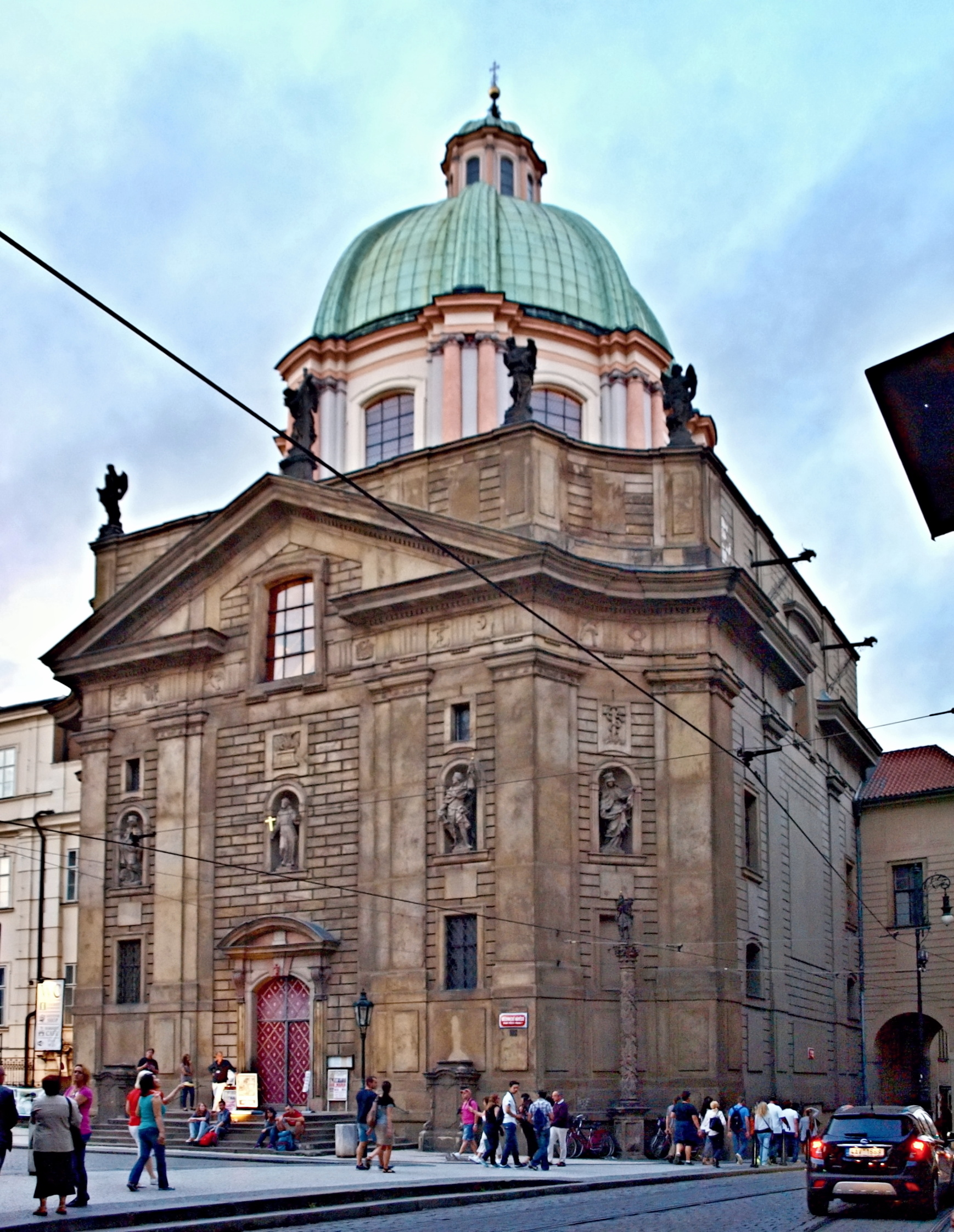
Iglesia de San Francisco el Seráfico en el casco antiguo de Praga (1679-1689), obra de Jean Baptiste Mathey (1679-1688)
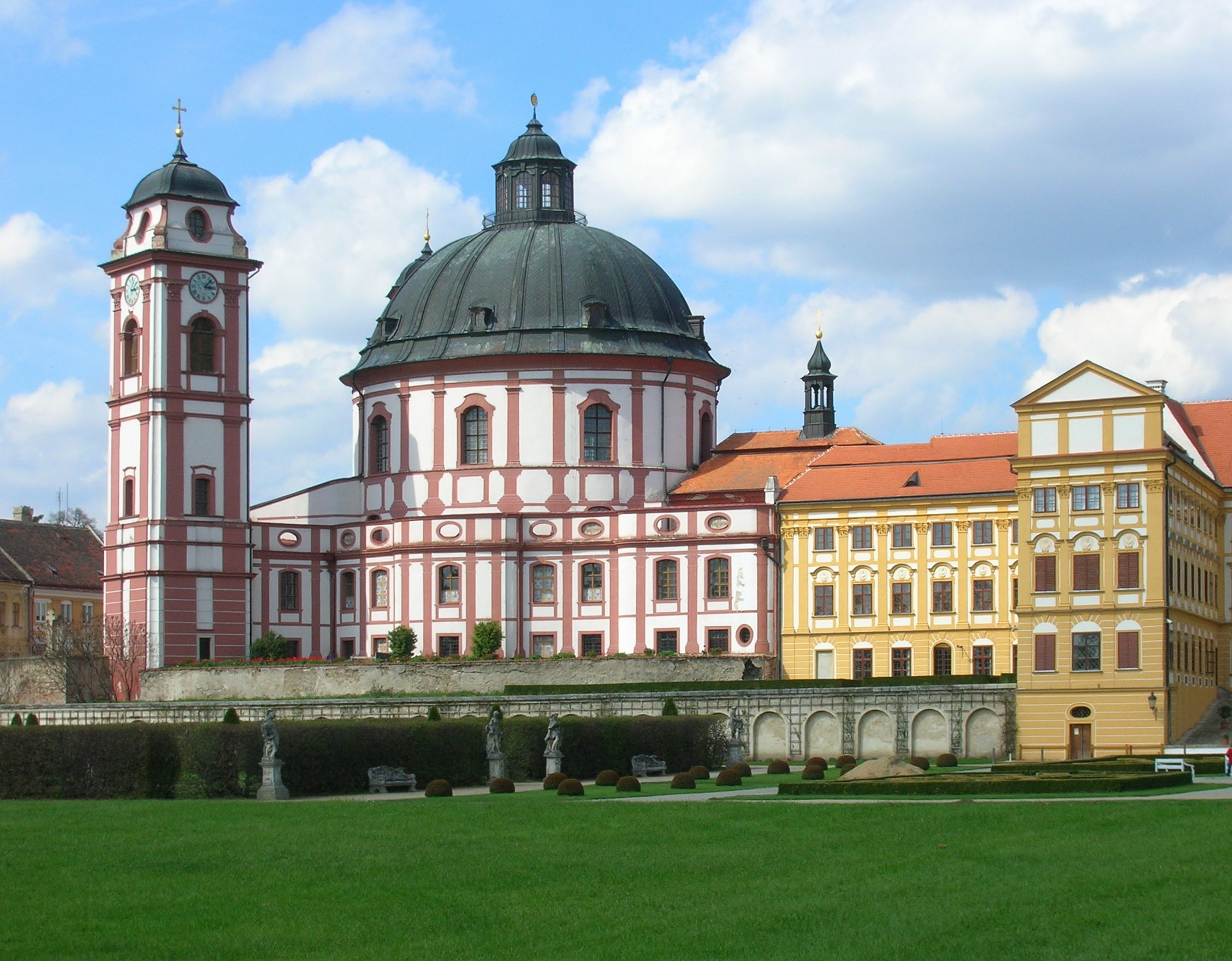
Iglesia de Santa Margarita en Jaroměřice nad Rokytnou (recomnstruida 1641-1739)
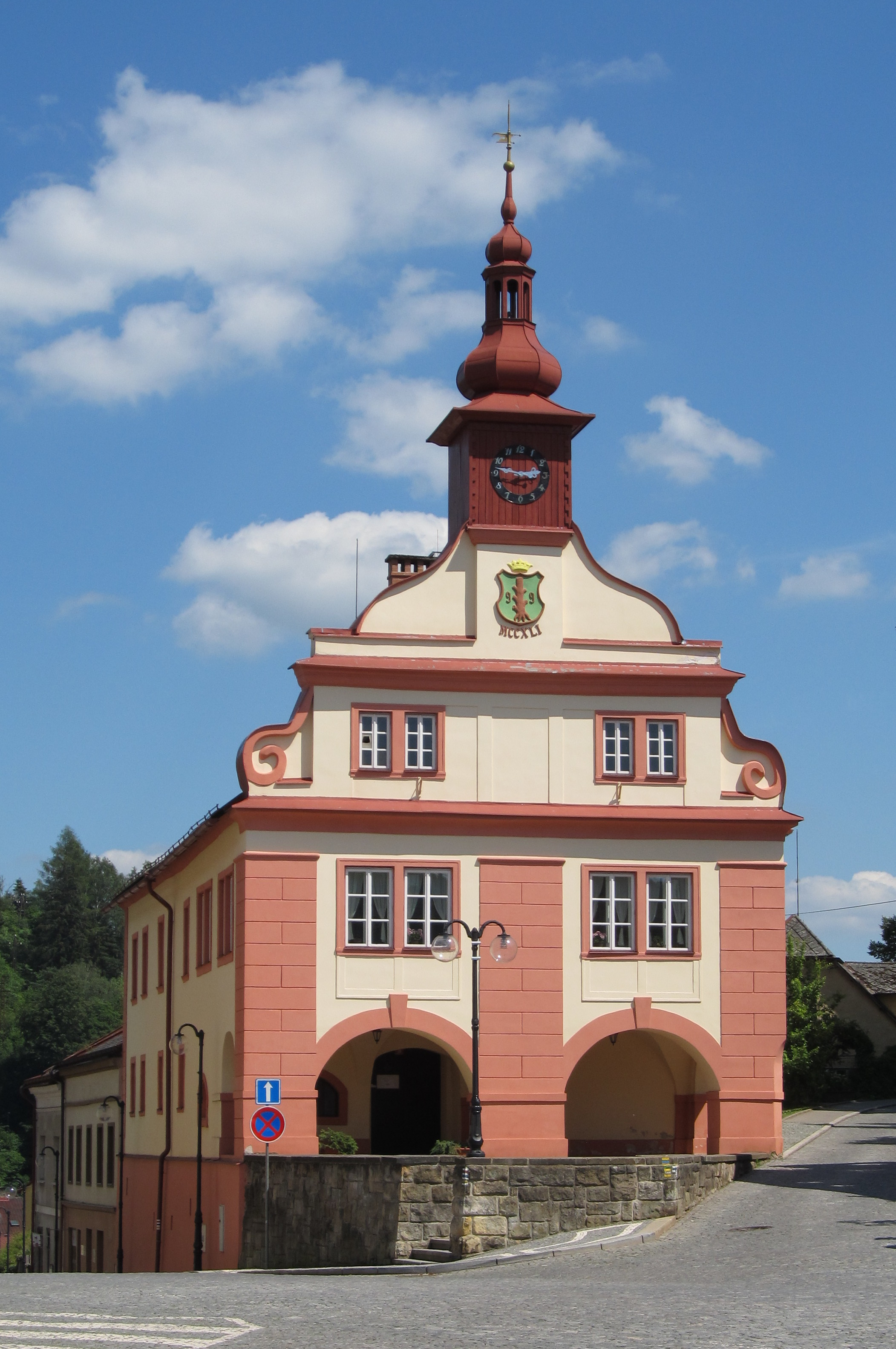
Městské muzeum a galerie, dříve městská radnice, Úpice, 1678

## Alto barroco

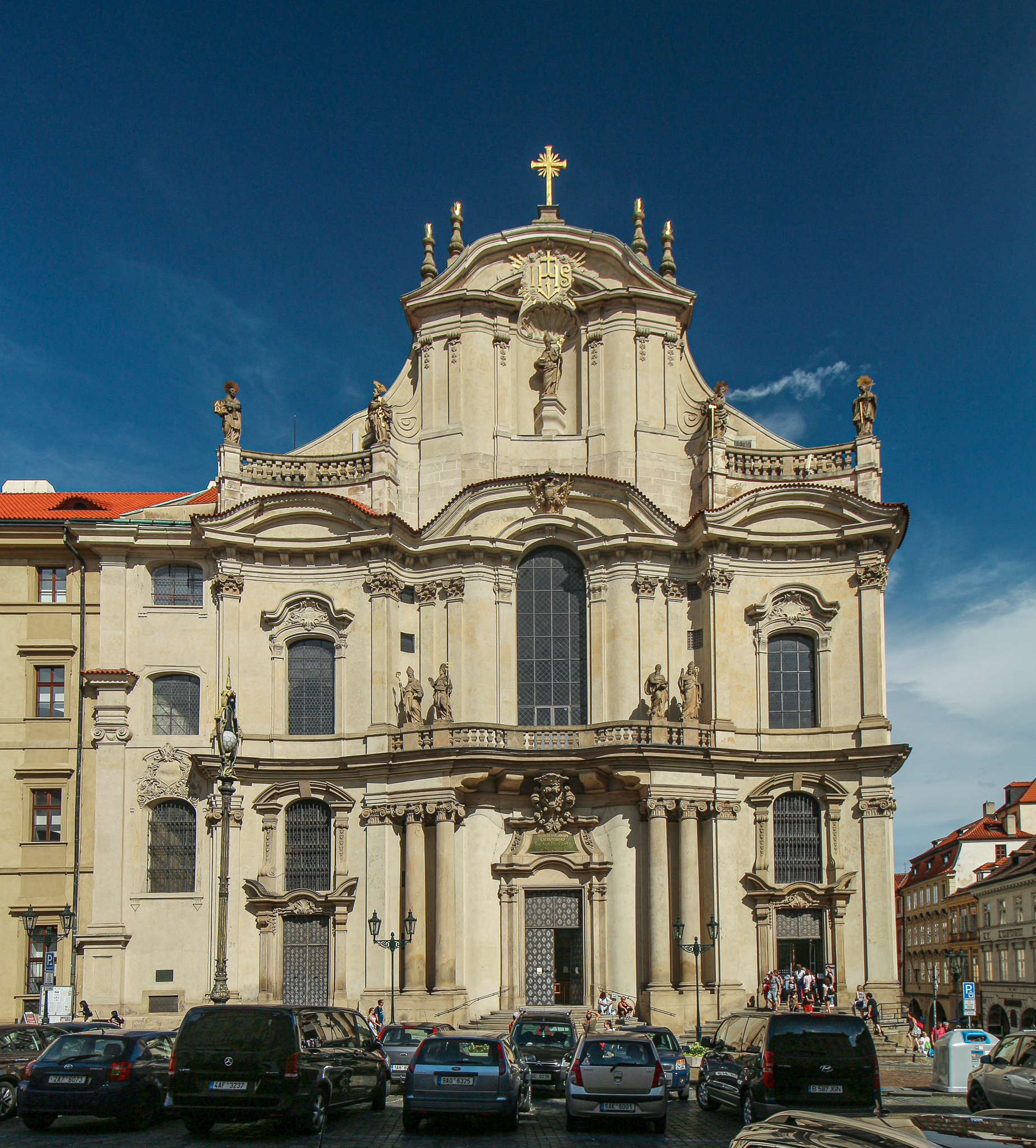
Iglesia de San Nicolás en Malá Strana, Praga (1673-1752) obra de Christoph Dientzenhofer, de estilo «barroco radical».

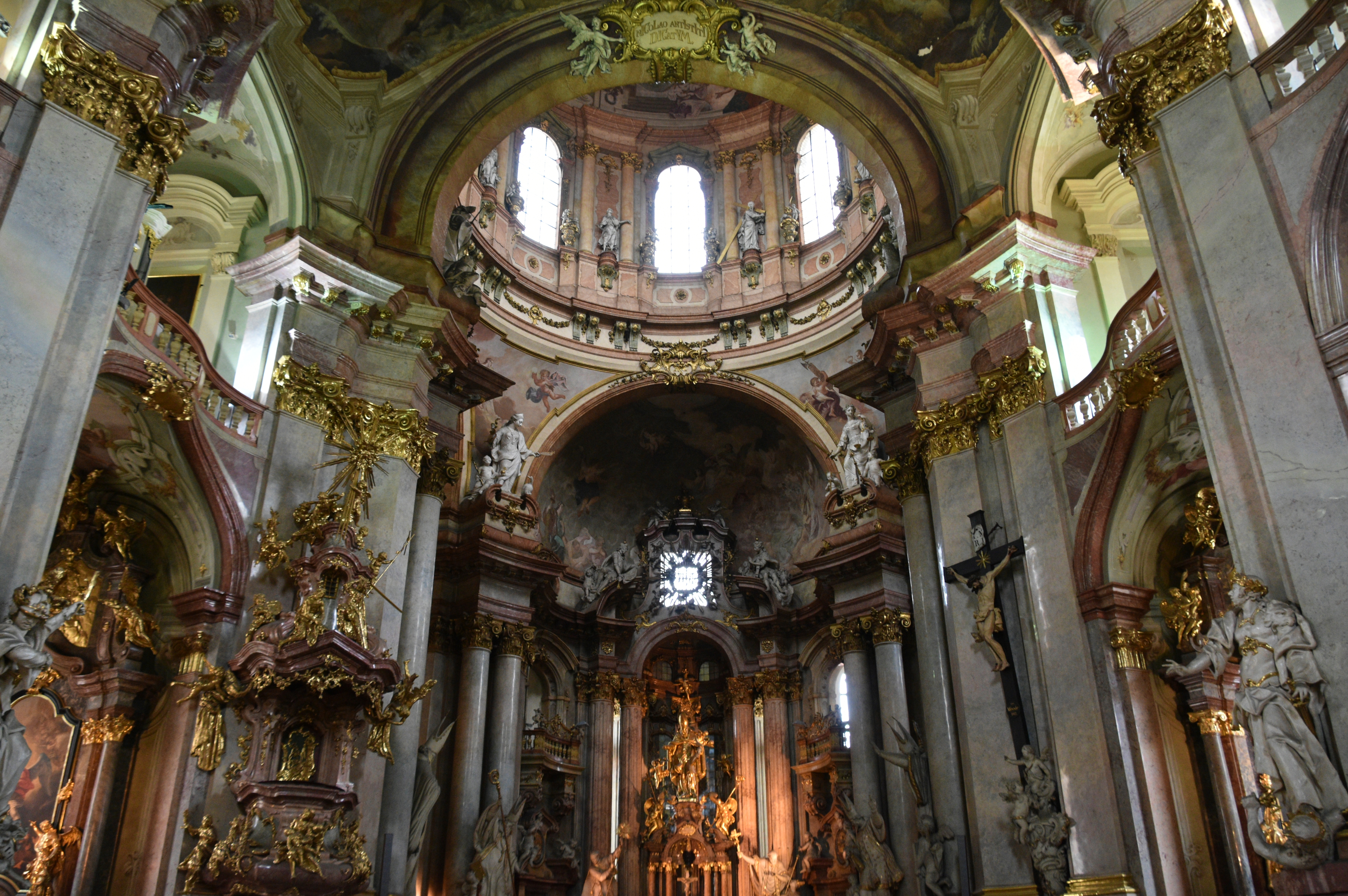
El interior de San Nicolás en Malá Strana

El periodo del Alto barroco en las tierras checas comienza alrededor del año 1690 y se prolonga hasta mediados del siglo XVIII. Los arquitectos de esta época habían nacido en su mayoría en Bohemia o Moravia, pero a menudo eran de origen extranjero, destacando Christoph Dientzenhofer (1655-1722), que llegó a Bohemia desde Baviera y vivió en Praga, y su hijo Kilian Ignaz Dientzenhofer (1689-1751). Son conocidos por su estilo llamado «barroco radical», que se inspira en los ejemplos del norte de Italia, especialmente en las obras de Guarino Guarini, y que buscaba expresar el movimiento. Se caracteriza por la curvatura de los muros y la intersección de espacios ovalados. Juntos, padre e hijo construyeron entre 1702-1715 y 1737-1751 la iglesia de San Nicolás en Malá Strana, su obra maestra, que por su arquitectura es considerada una de las iglesias barrocas más importantes de Europa.
Otros arquitectos importantes del Alto barroco en la Corona de Bohemia fueron Giovanni Battista Alliprandi, nacido en Italia y que trabajó principalmente para la aristocracia, František Maxmilián Kaňka y Jan Santini Aichel. Relevantes son las iglesias de peregrinación de Santini, la basílica de la Virgen María en Křtiny, la iglesia de San Juan Nepomuceno y la iglesia del convento en Rajhrad.
Uno de los edificios seculares del Alto Barroco más preciados de Praga es el palacio Clam-Gallas construido en 1714-1718 por el famoso arquitecto austriaco Johann Bernhard Fischer von Erlach, quien también diseñó la reconstrucción barroca del castillo Vranov nad Dyjí en Moravia y una fuente en Brno. En la capital también hay bellos palaciegos en terrazas de estilo barroco bajo el castillo de Praga, en la Malá Strana: El jardín de Ledebur, de Palffy, de Kolowrat y el pequeño jardín de Fürstenberg. Otro ejemplo relevante dispuesto en terrazas del barrio de Malá Strana es el jardín de Vrtba. En 1714-1754, Wenzel Render y otros ciudadanos de Olomouc construyeron la columna de la Santísima Trinidad, incluida en el año 2000 la Lista del Patrimonio Mundial de la UNESCO (n.º ref. 859rev).

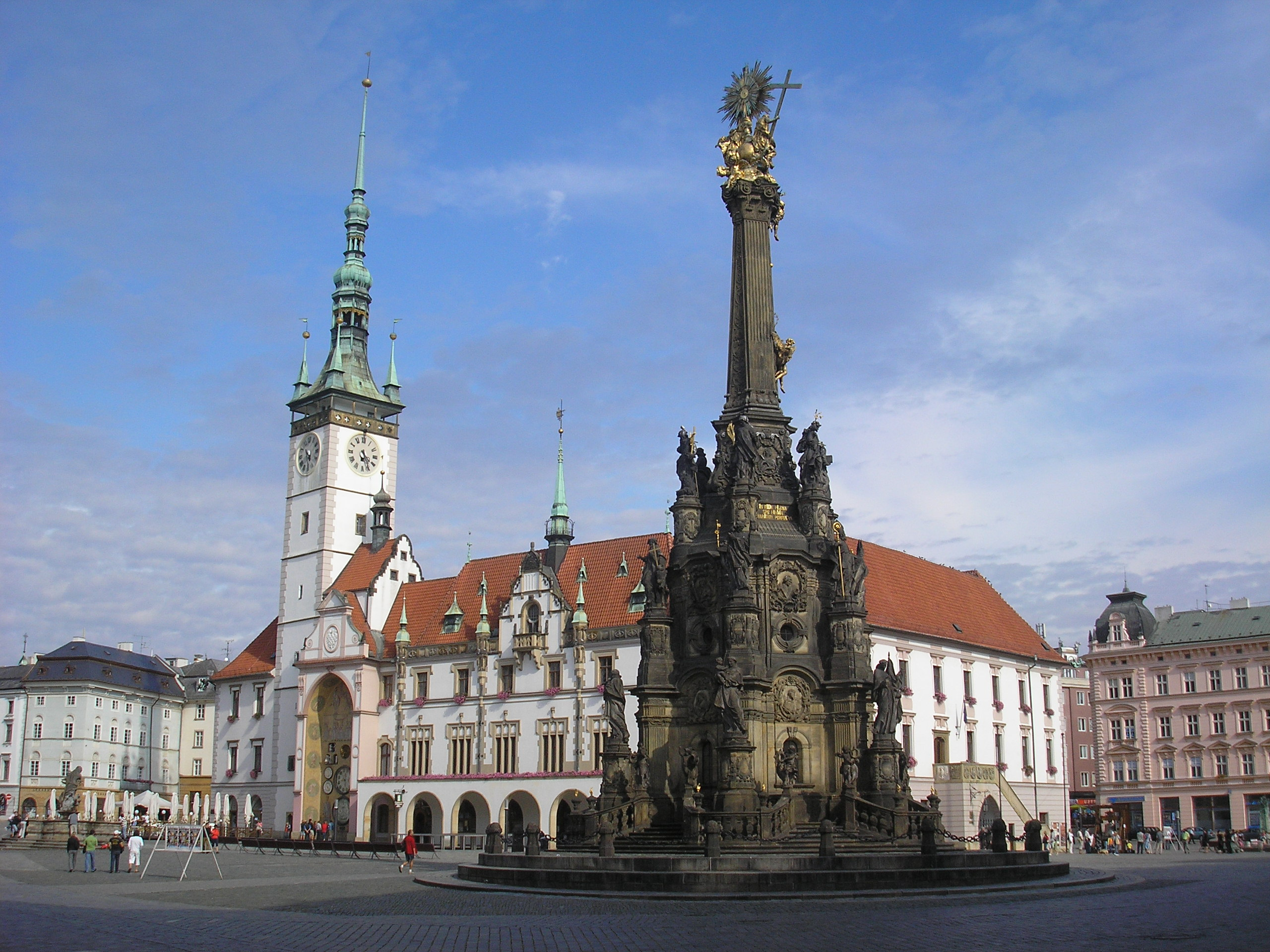
Columna de la Santísima Trinidad en Olomouc (1716-1754)
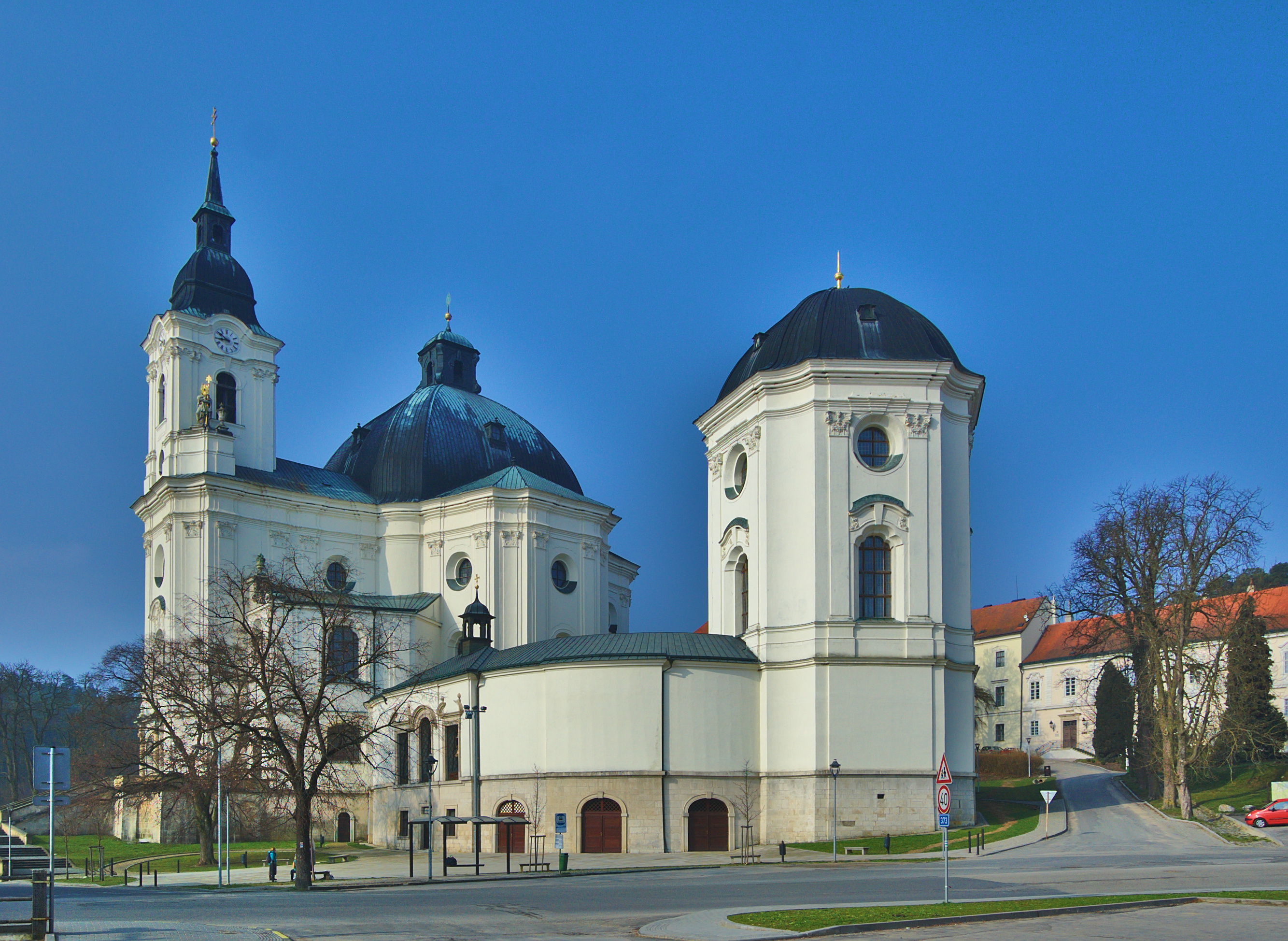
El icónico barroco radical, basílica de la Virgen María en Křtiny (Moravia)
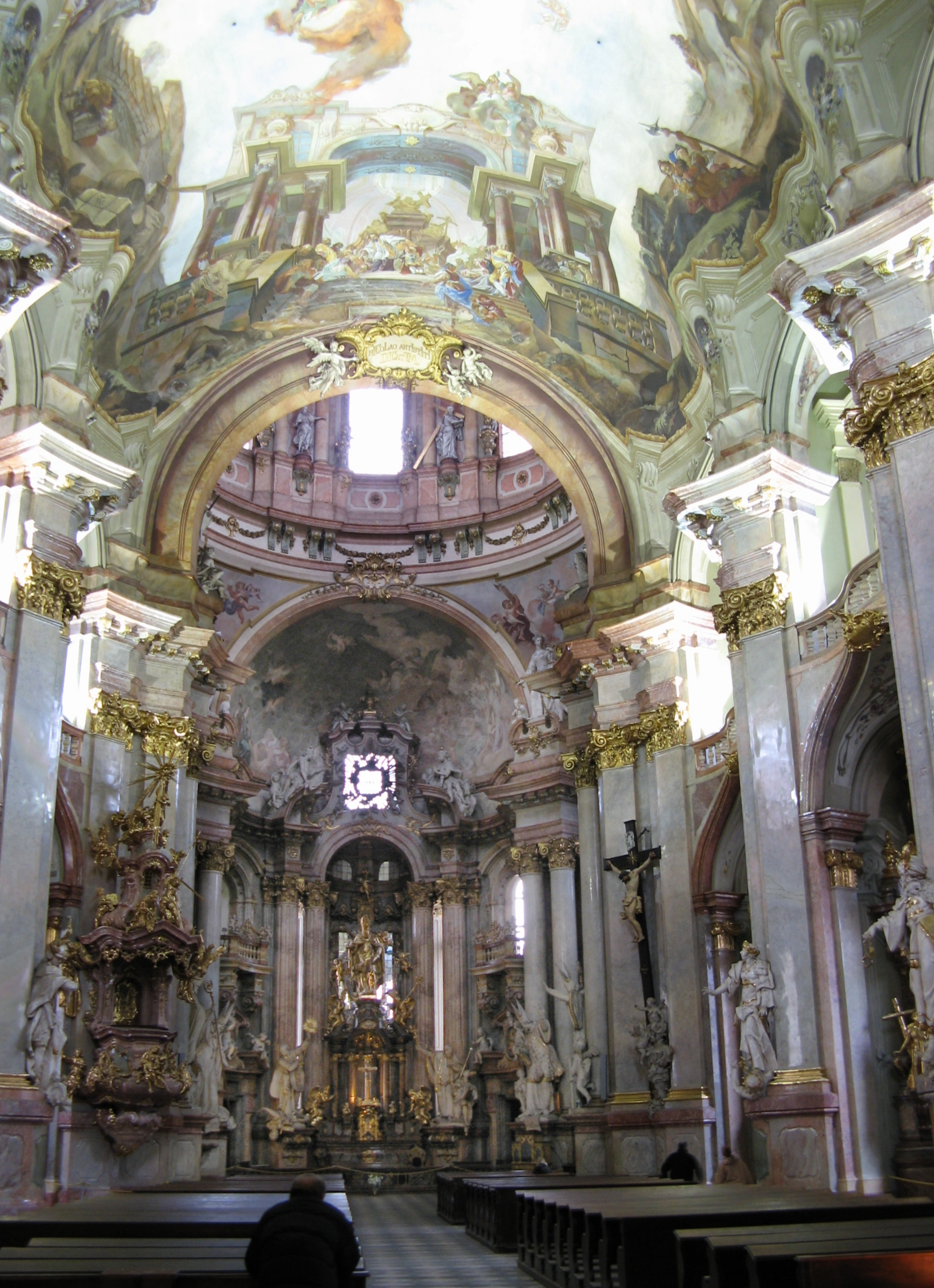
El interior de laiglesia de San Nicolás en Malá Strana (Praga) (1750-1760)
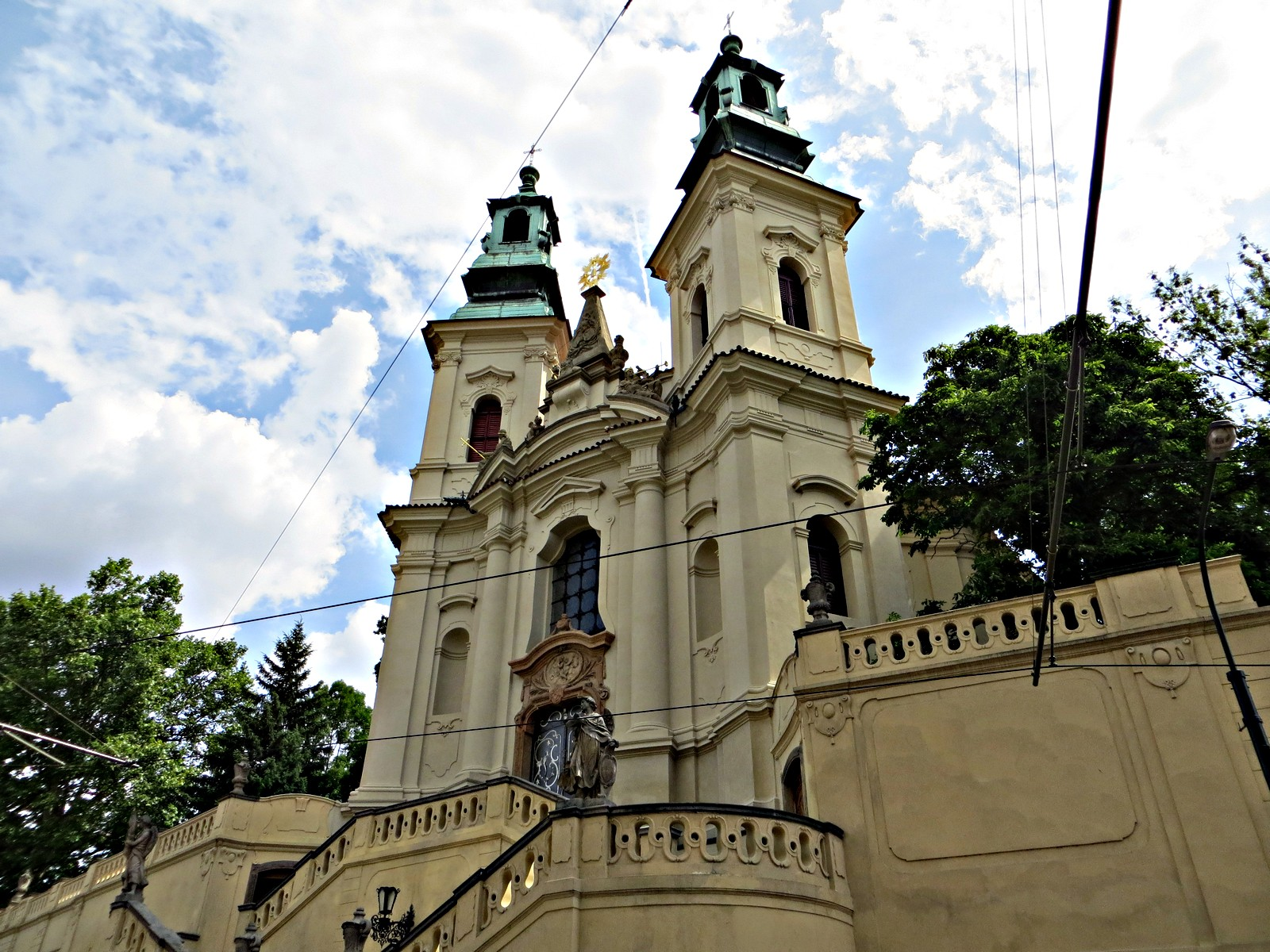
Iglesia de San Juan de Nepomuceno (1727-1739) en la Ciudad Nueva de Praga, de Kilian Ignaz Dientzenhofer
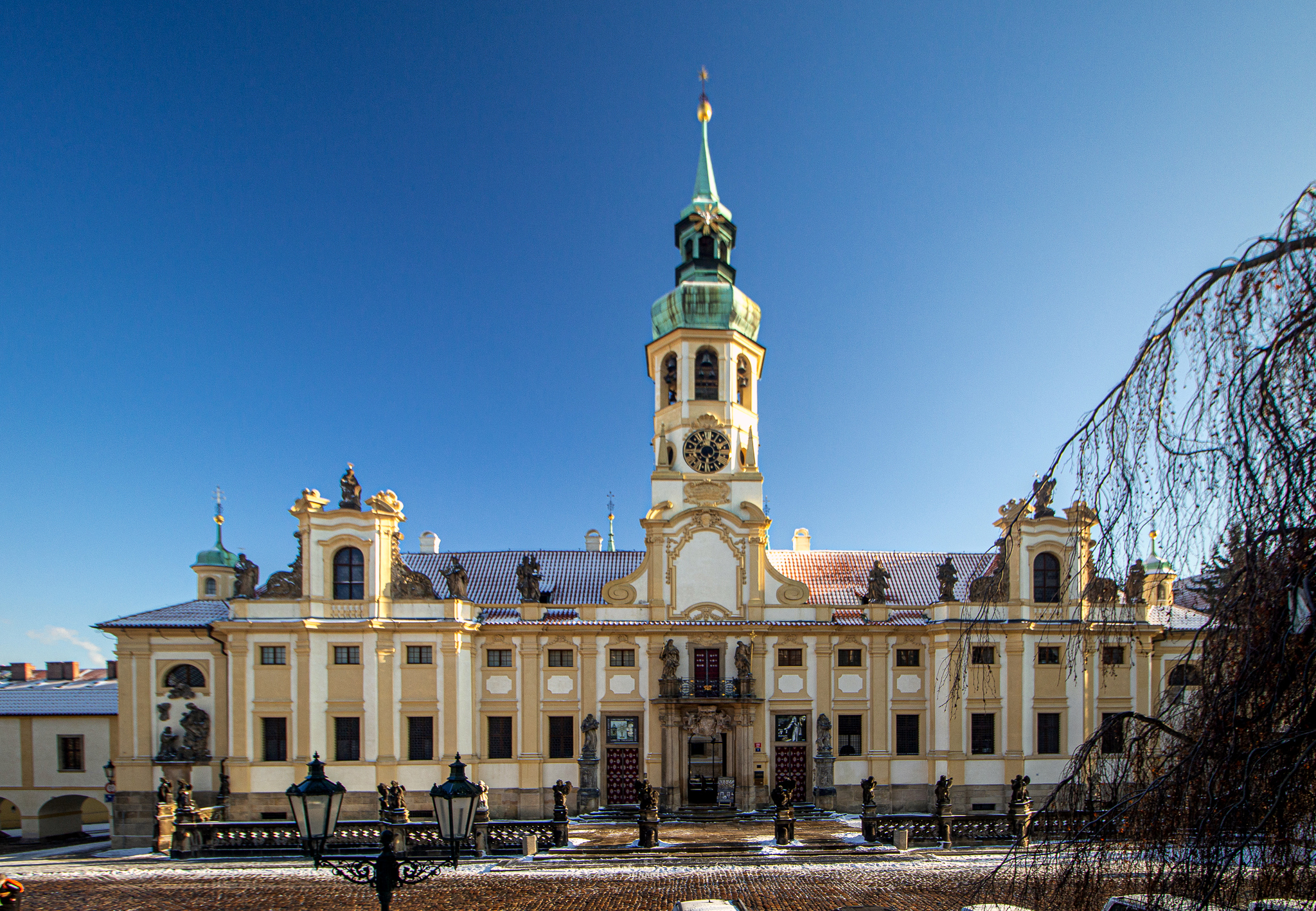
El frente del Santuario de Nuestra Señora de Loreto en Praga (1666-1668), obra de los Dientzenhofer, padre e hijo
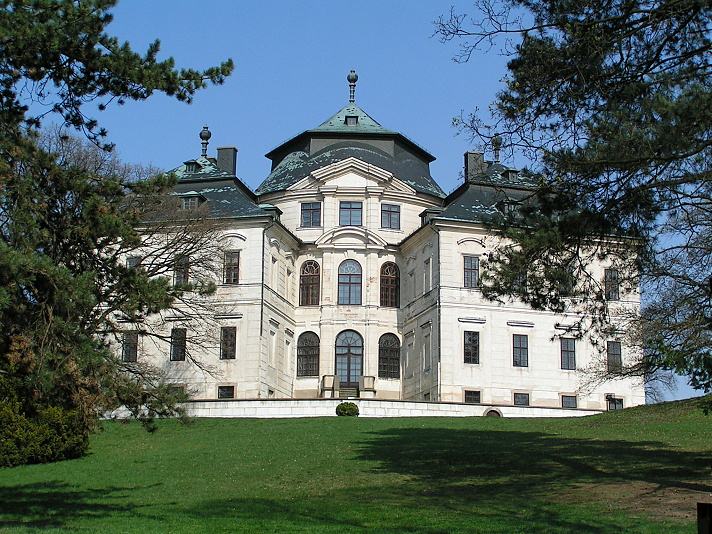
Castillo de Karlova Koruna (1721-1723), de Jan Santini Aichel y František Maxmilián Kaňka
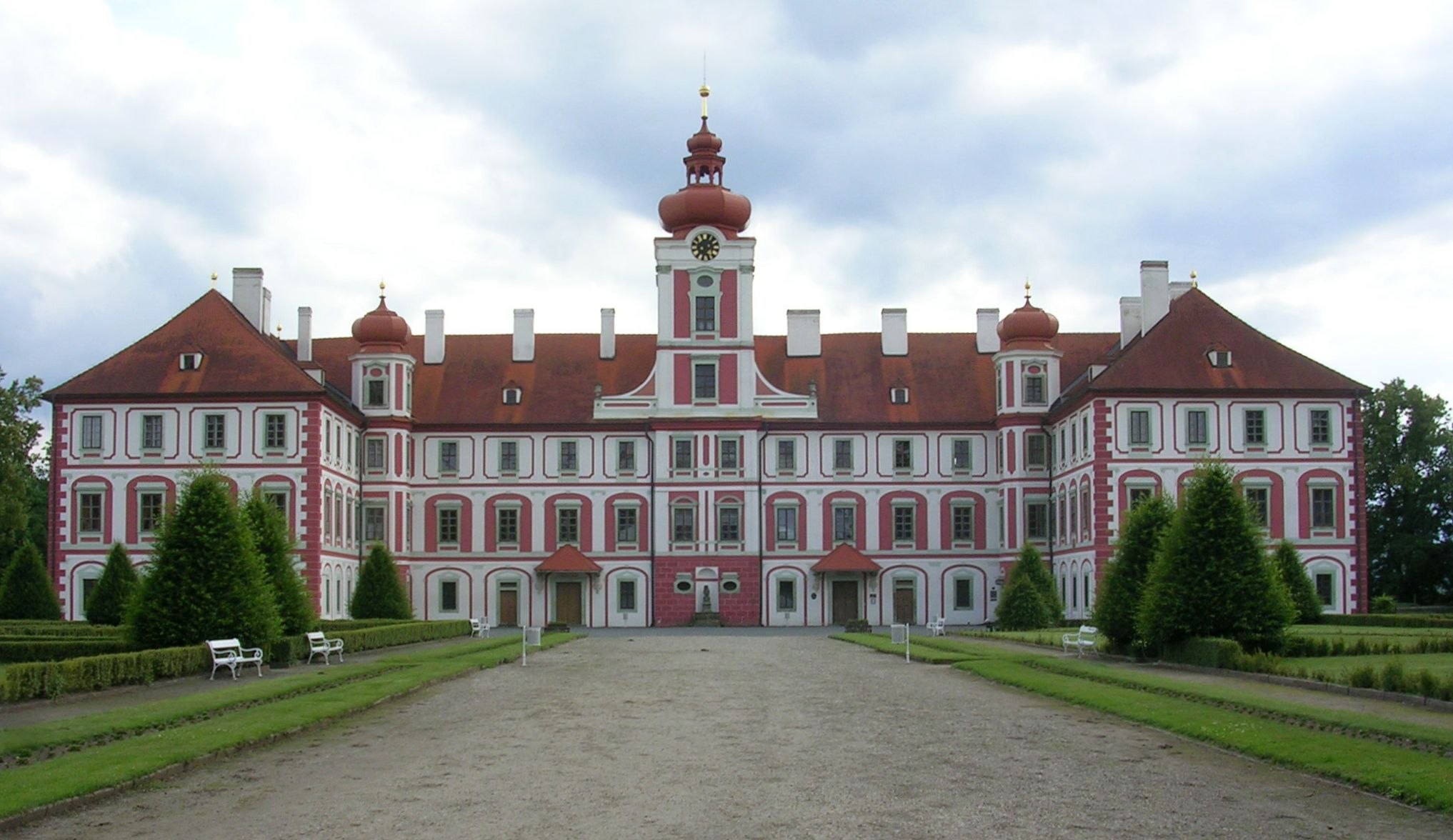
Castillo de Mnichovo Hradiště de Marco Antonio Canevalle (1690-1720)
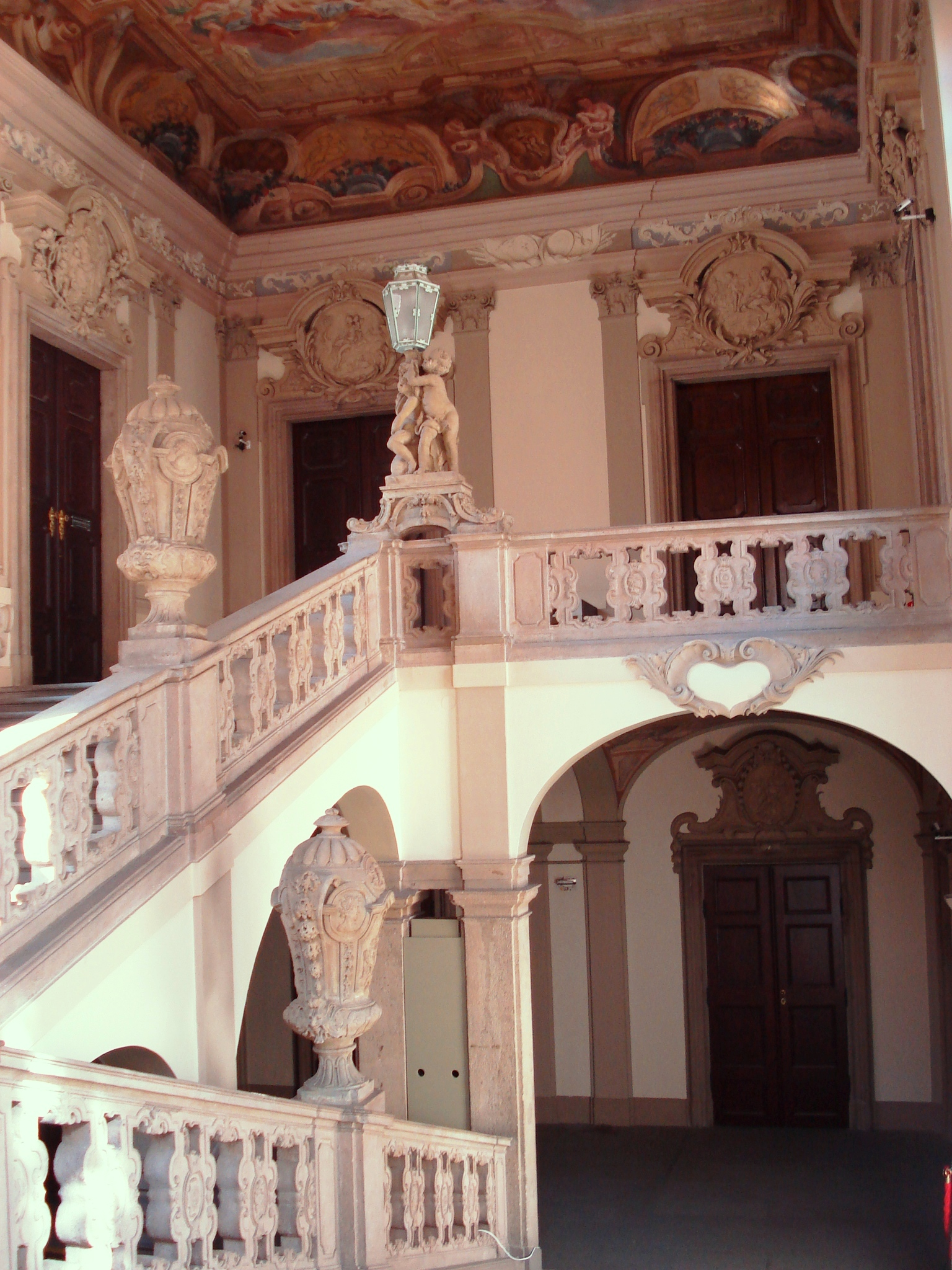
Escalera del Palacio Clam-Gallas en Praga por J.B. Fischer von Erlach (1714-1718)
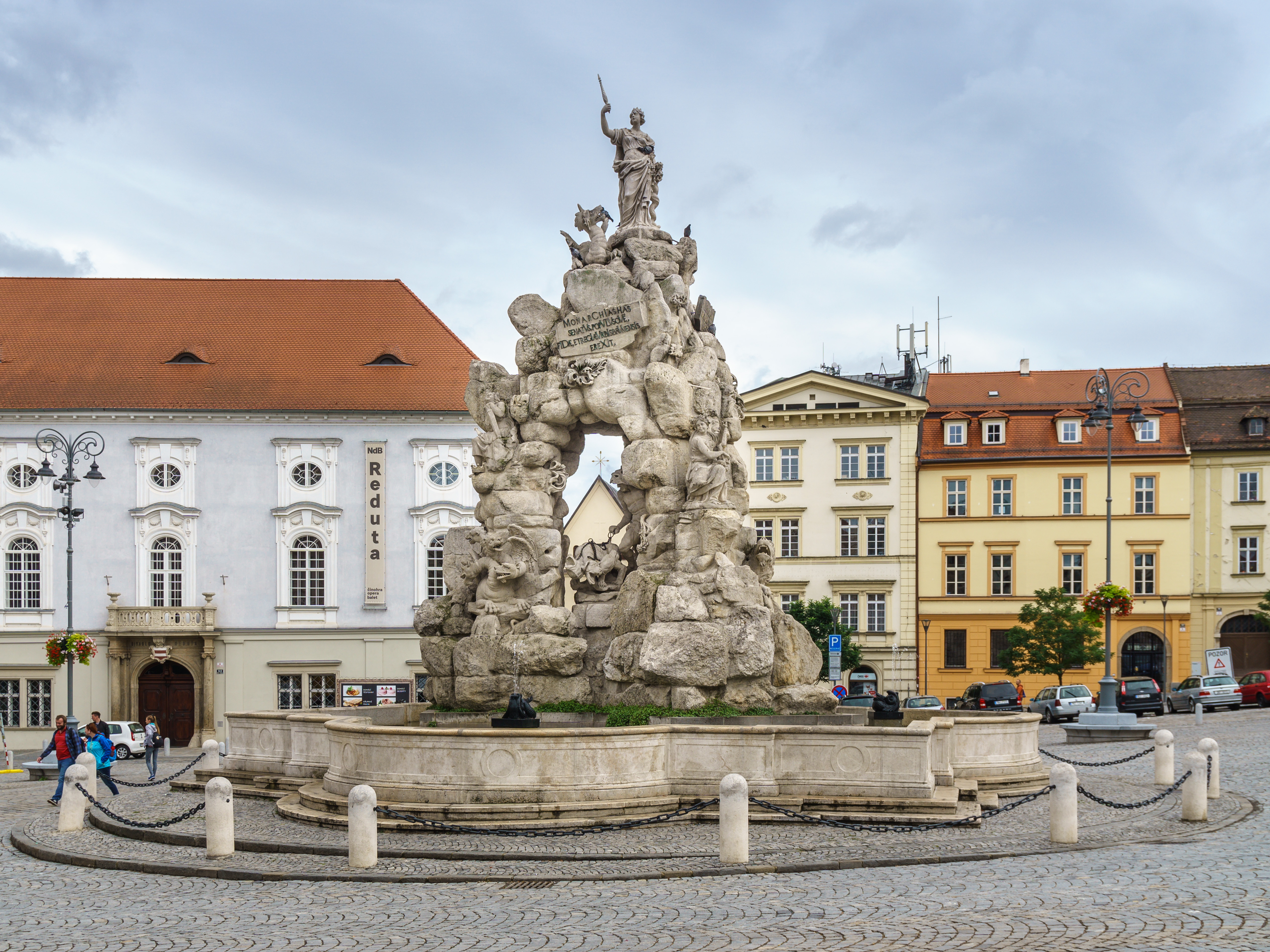
Fuente Parnaso en Brno, diseñada por J.B. Fischer von Erlach y realizada por Tobias Kracker y Anton Riga (1693-1695)
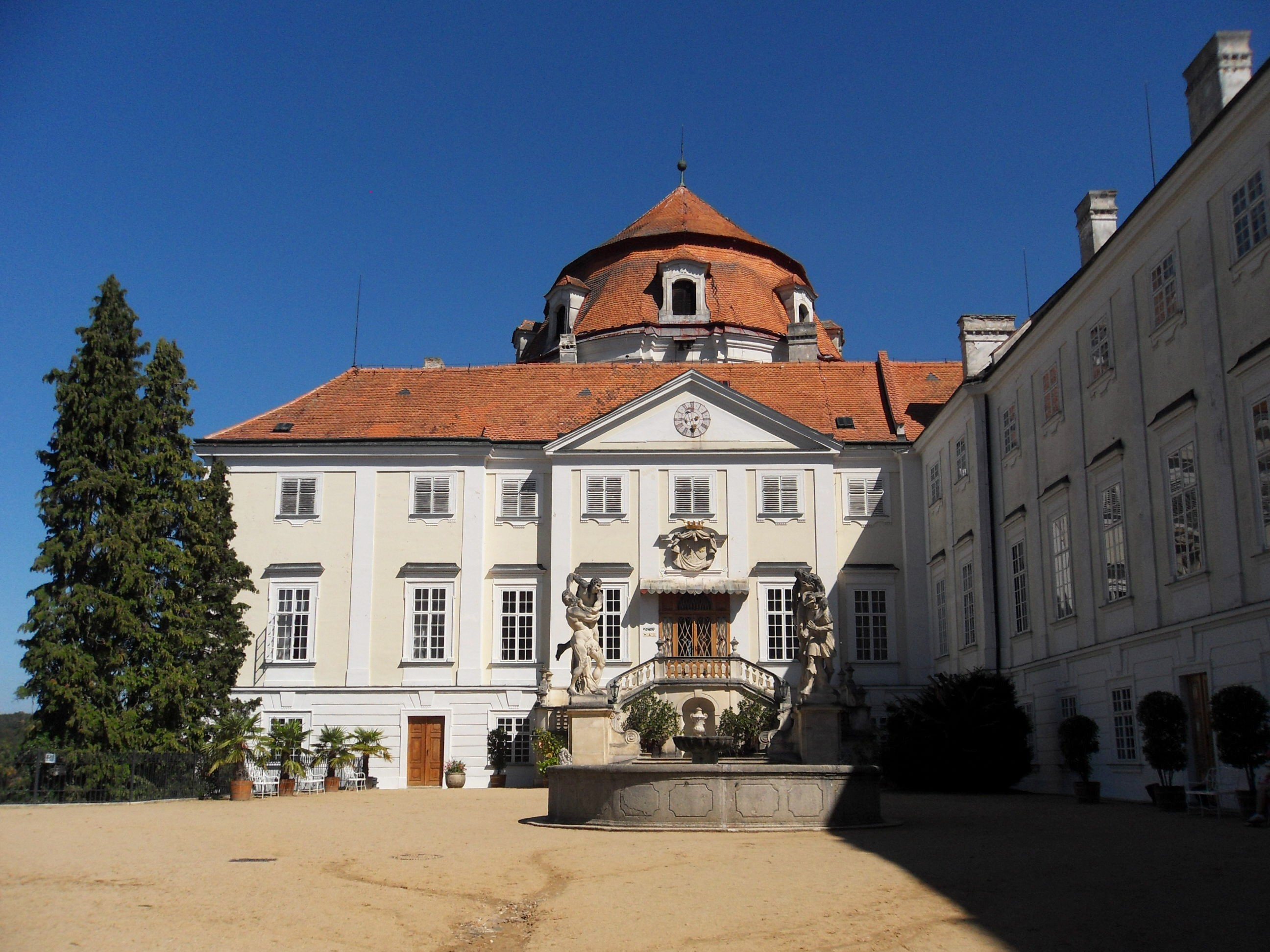
Castillo de Vranov nad Dyjí reconstruido en estilo barroco por J.B. Fischer von Erlach, principios del siglo XVIII.

### Gótico barroco
El estilo gótico barroco es una rama única del arte del Alto barroco checo que conecta el estilo barroco radical bohemio con elementos góticos. Su creador y representante más destacado  de esta tendencia fue el arquitecto bohemio Jan Blažej Santini Aichel, que tiene dos edificios en la Lista del Patrimonio Cultural Mundial de la UNESCO: la iglesia de peregrinación de San Juan  Nepomuceno (1719-1722) en Zelená Hora ( Patrimonio de la Humanidad (con el nombre de «Iglesia de San Juan Nepomuceno, lugar de peregrinación en Zelená Hora», n.º ref. 690)    (1994)) y la Iglesia de la Asunción de Nuestra Señora y San Juan Bautista en el monasterio de Sedlec (reconstrucción, 1703-1710, junto con Paul Ignaz Bayer)  ( Patrimonio de la Humanidad  (incluido en el ámbito de «Kutná Hora: centro histórico de la ciudad,iglesia de Santa Bárbara y catedral de Nuestra Señora de Sedlec», n.º ref. 732)   (1995)).

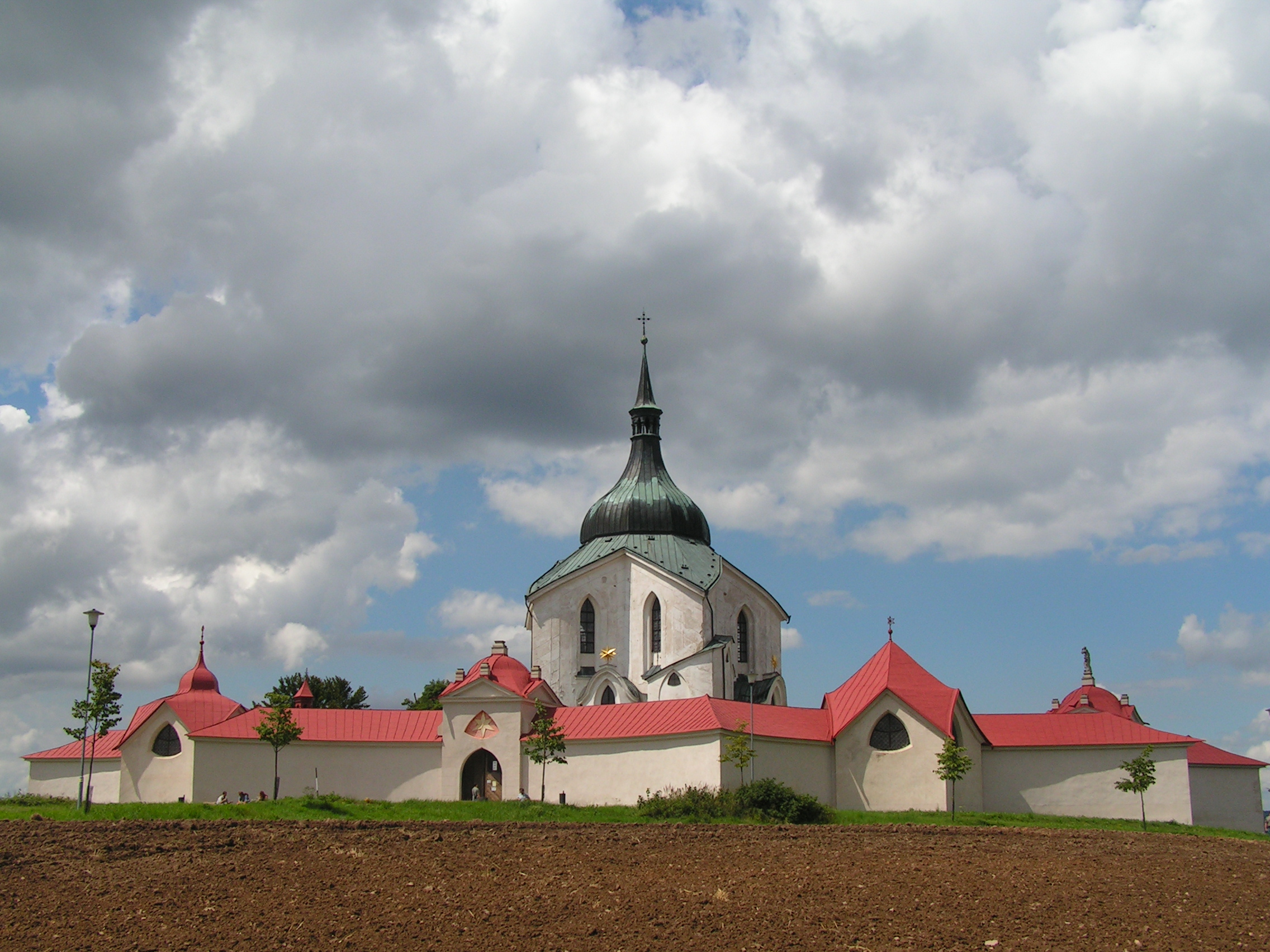
Iglesia de San Juan Nepomuceno, lugar de peregrinación en Zelená Hora, cerca de Žďár nad Sázavou construida en la década de 1720 y desde 1994, Patrimonio de la Humanidad.
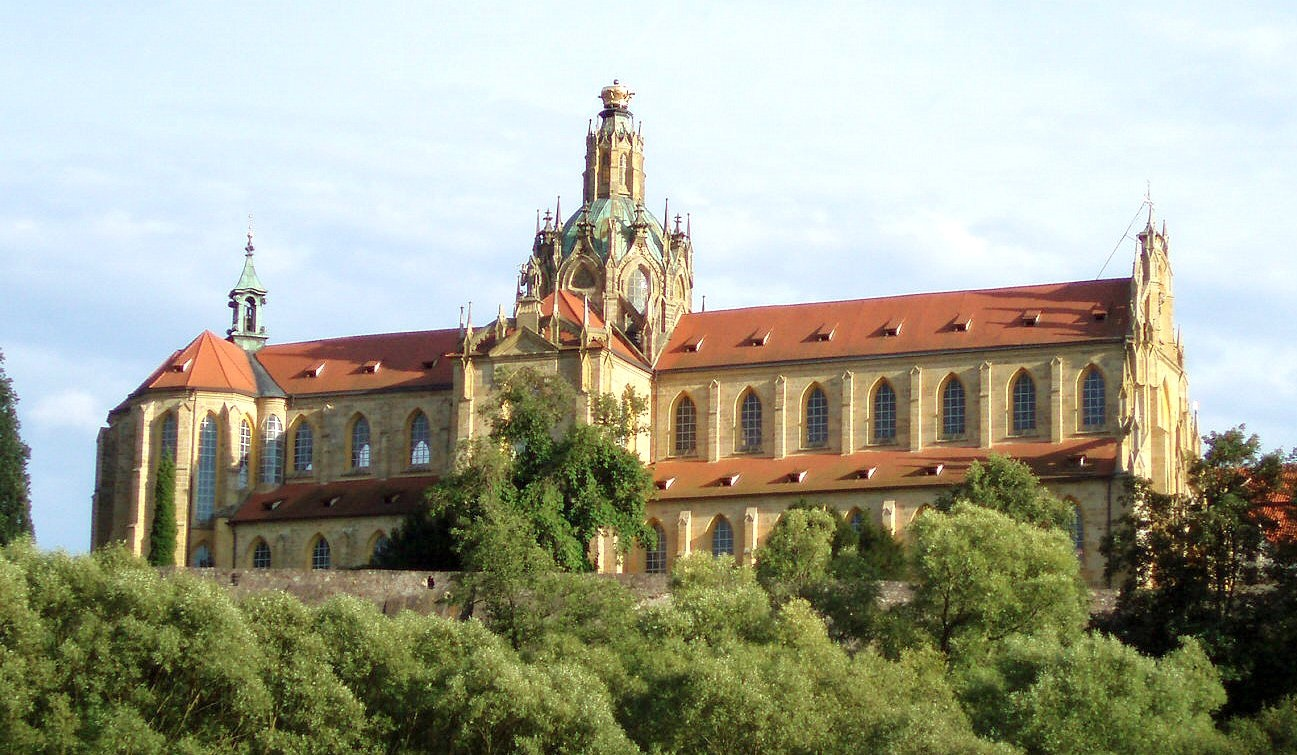
Iglesia con cúpula central de la abadía de Kladruby (1712-1726), de Jan Santini Aichel
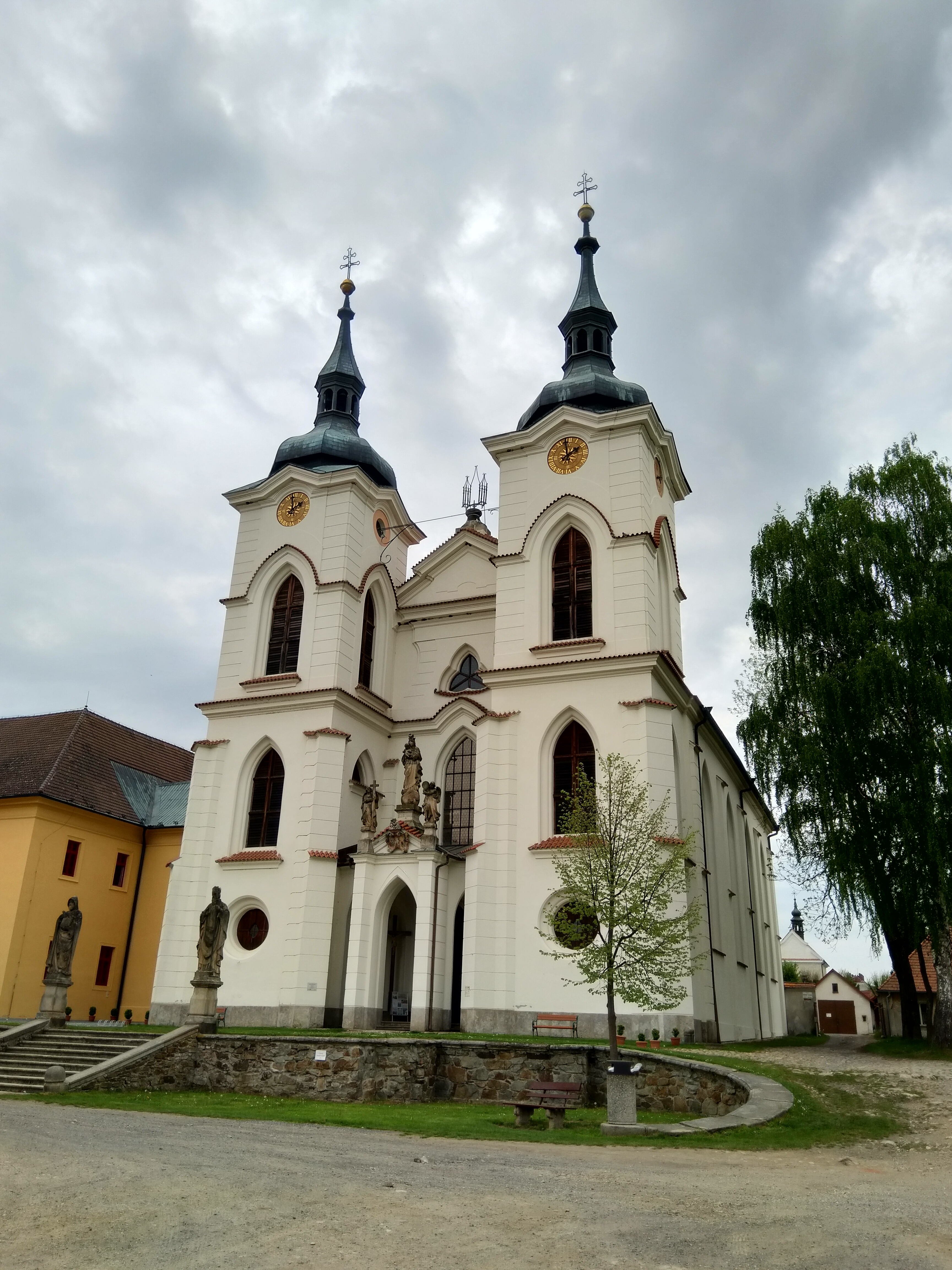
Iglesia en el monasterio de Želiv (1714-1721), de Jan Santini Aichel
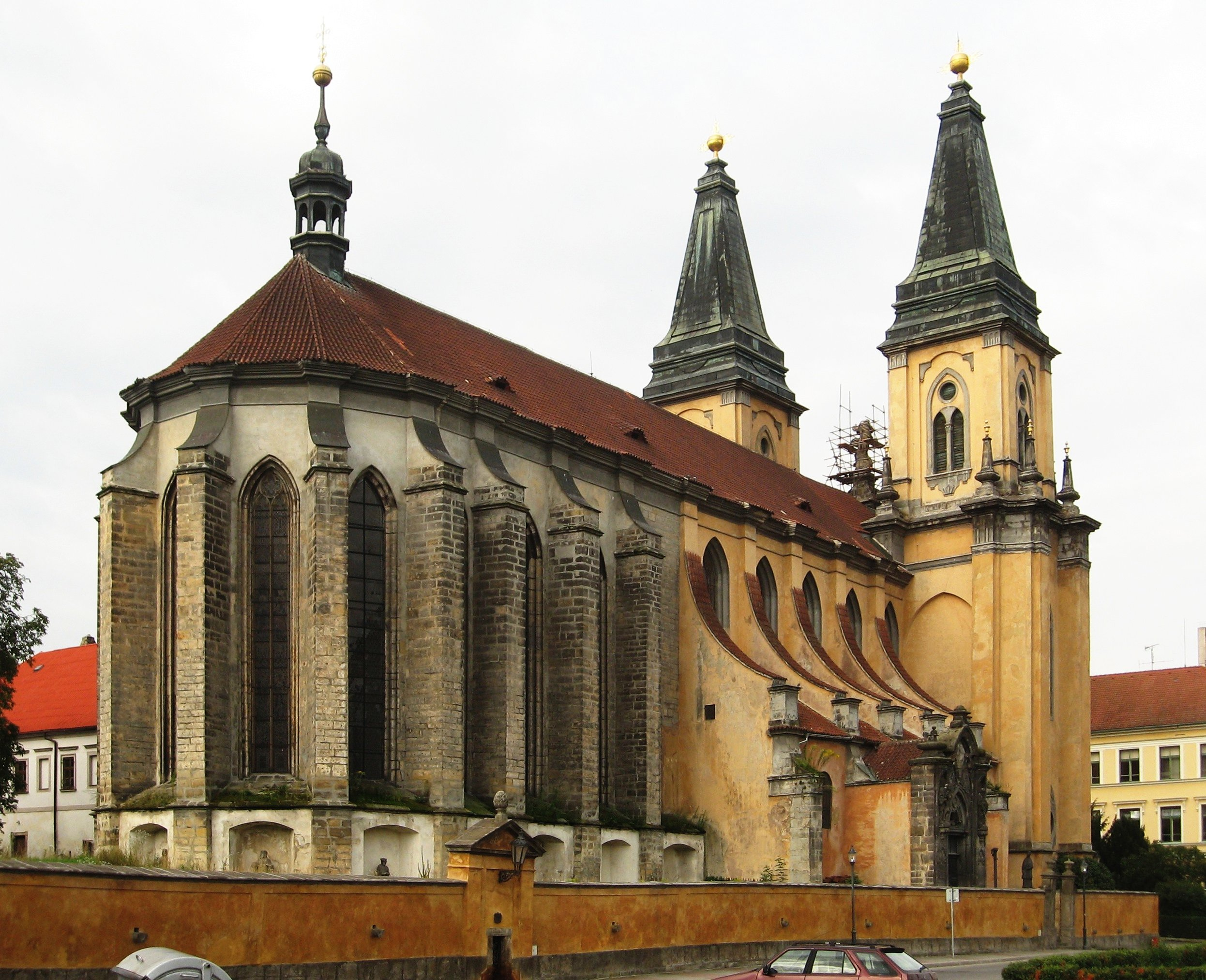
Iglesia en Roudnice nad Labem por Octavio Broggio
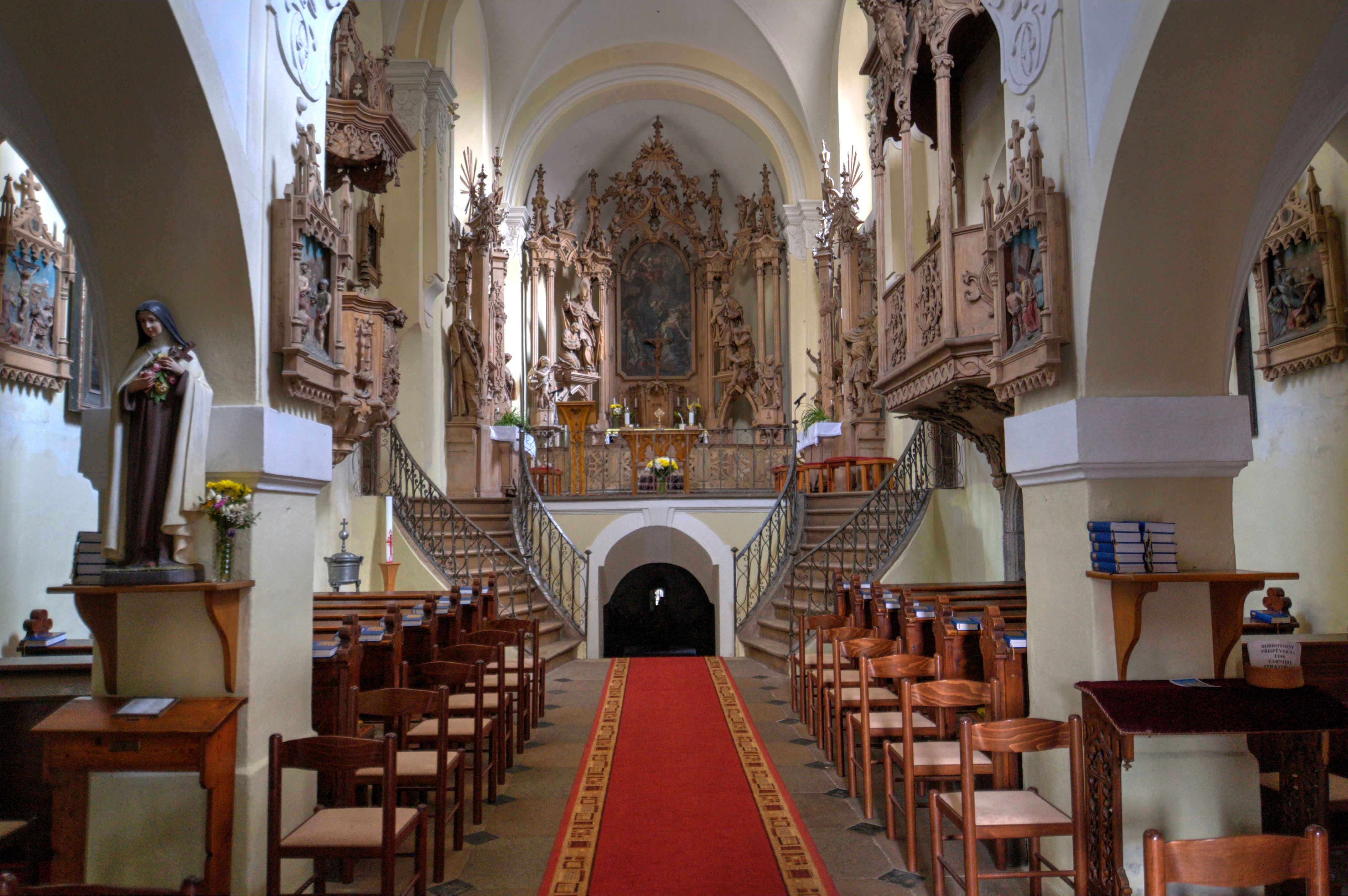
Mobiliario gótico barroco de madera de la iglesia de San Gallus (kostel sv. Havla) en Poříčí nad Sázavou por Lazar Widemann (década de 1740)

## Barroco tardío y rococó

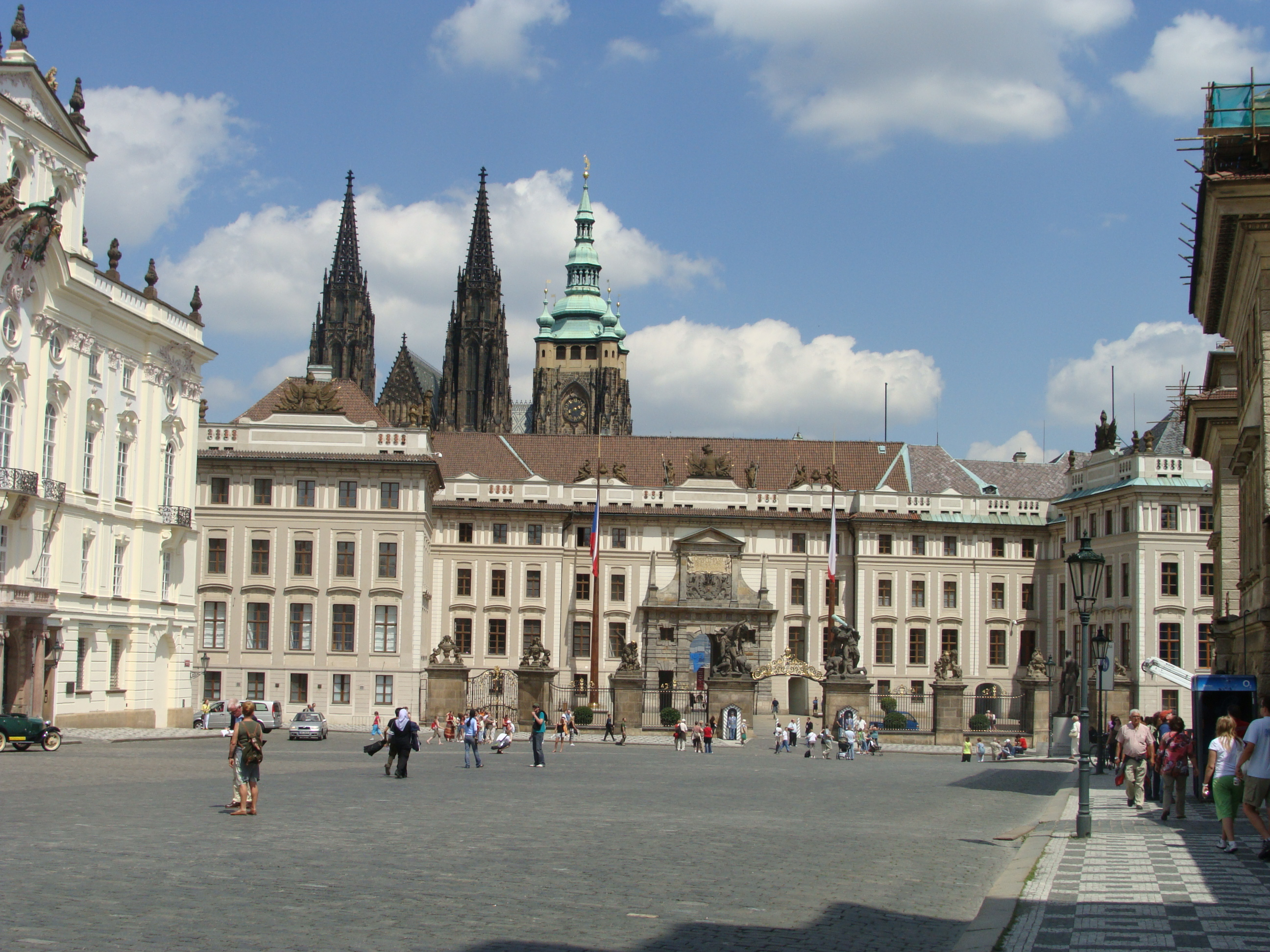
Vista del patio de honor del castillo de Praga, de Nicolò Pacassi, construido en el estilo del clasicismo barroco tardío,y a la izquierda, el palacio Arzobispal del barroco tardío (incluso rococó)

El período del barroco tardío en las tierras checas se asocia principalmente con el reinado de la reina María Teresa (1740-1780), después de cuya muerte este estilo fue reemplazado cada vez más por el estilo neoclásico y, finalmente, por el imperio.
Ejemplos del barroco tardío (con elementos de rococó) en Praga son, por ejemplo, el palacio Arzobispal y el palacio Goltz-Kinsky en la plaza de la Ciudad Vieja. El barroco tardío en su fase final en  tierras checas se acercó cada vez más al estilo clasicista. En el estilo del llamado clasicismo barroco, el nuevo palacio Real y el Instituto de Nobles en el castillo de Praga fueron reconstruidos por iniciativa de María Teresa según el proyecto del arquitecto vienés Nicola Pacassi en la segunda mitad del siglo XVIII.
En esa época se dio también el estilo rococó, que es muy similar al barroco, pero que se diferencia por su decoración ornamental. Uno de los pocos monumentos arquitectónicos rococó en tierras checas es el castillo Nové Hrady u Skutče construido en los años 1774-1777 por el arquitecto tirolés Josef Jäger para el conde Jean-Antoine Harbuval de Chamaré según el modelo de los castillos franceses, razón por la cual a veces también se le conoce como el «Versalles checo» o el «pequeño Schönbrunn».

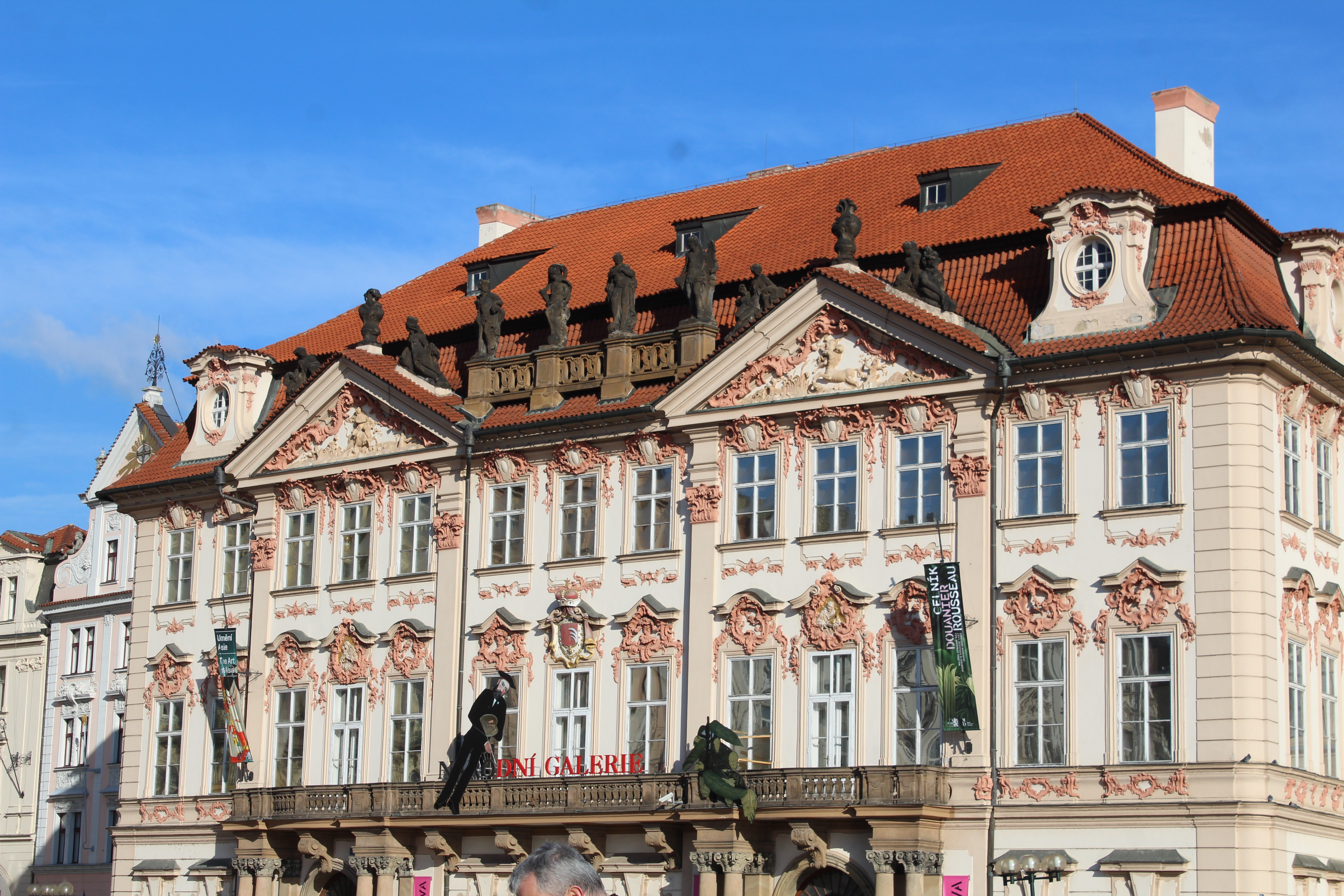
Palacio Kinský (1755-1765) en la plaza de la Ciudad Vieja, obra de K. I. Dientzenhofera y Anselmo Lurago
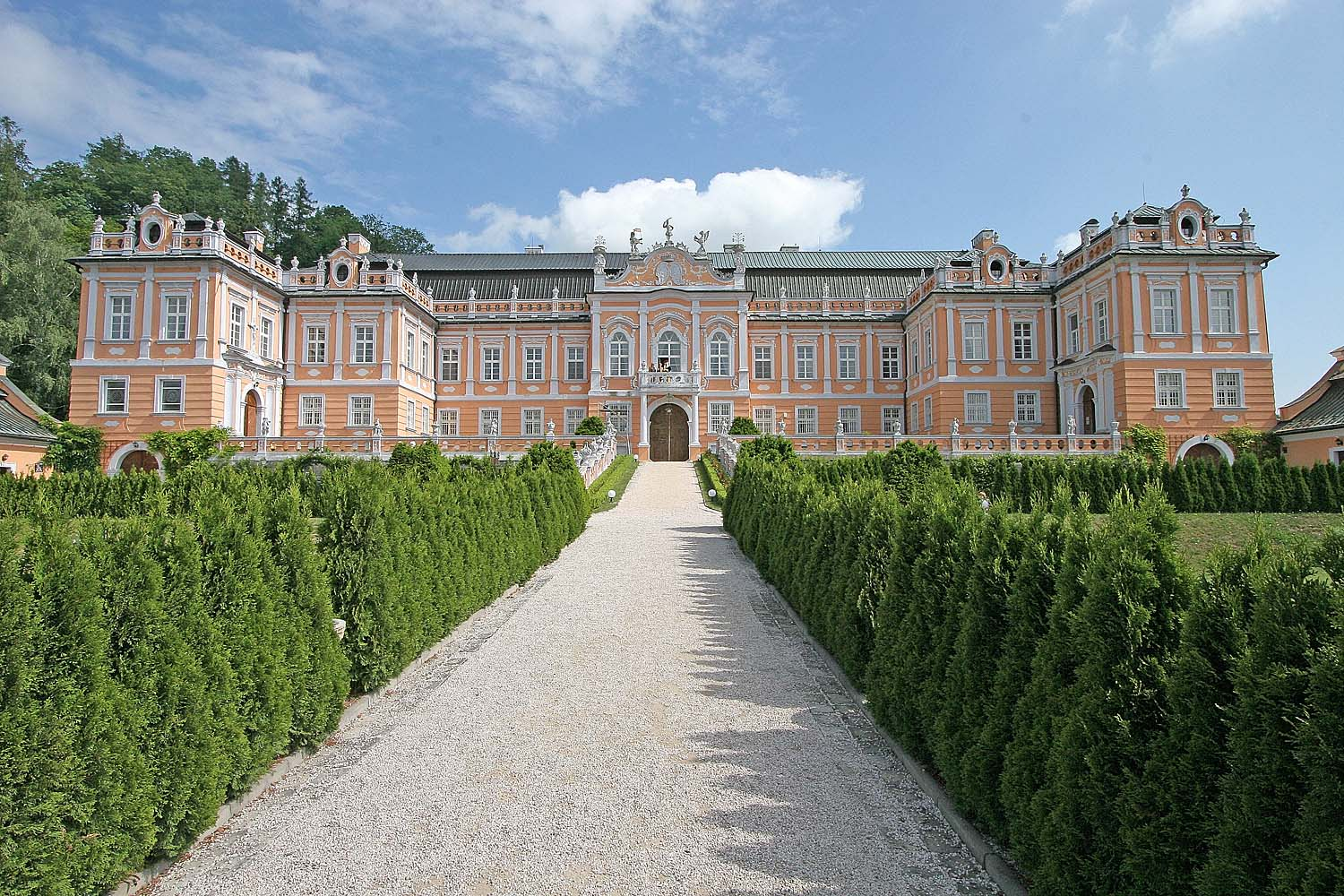
Castillo de Nové Hrady (1774-1777), de Josef Jäger
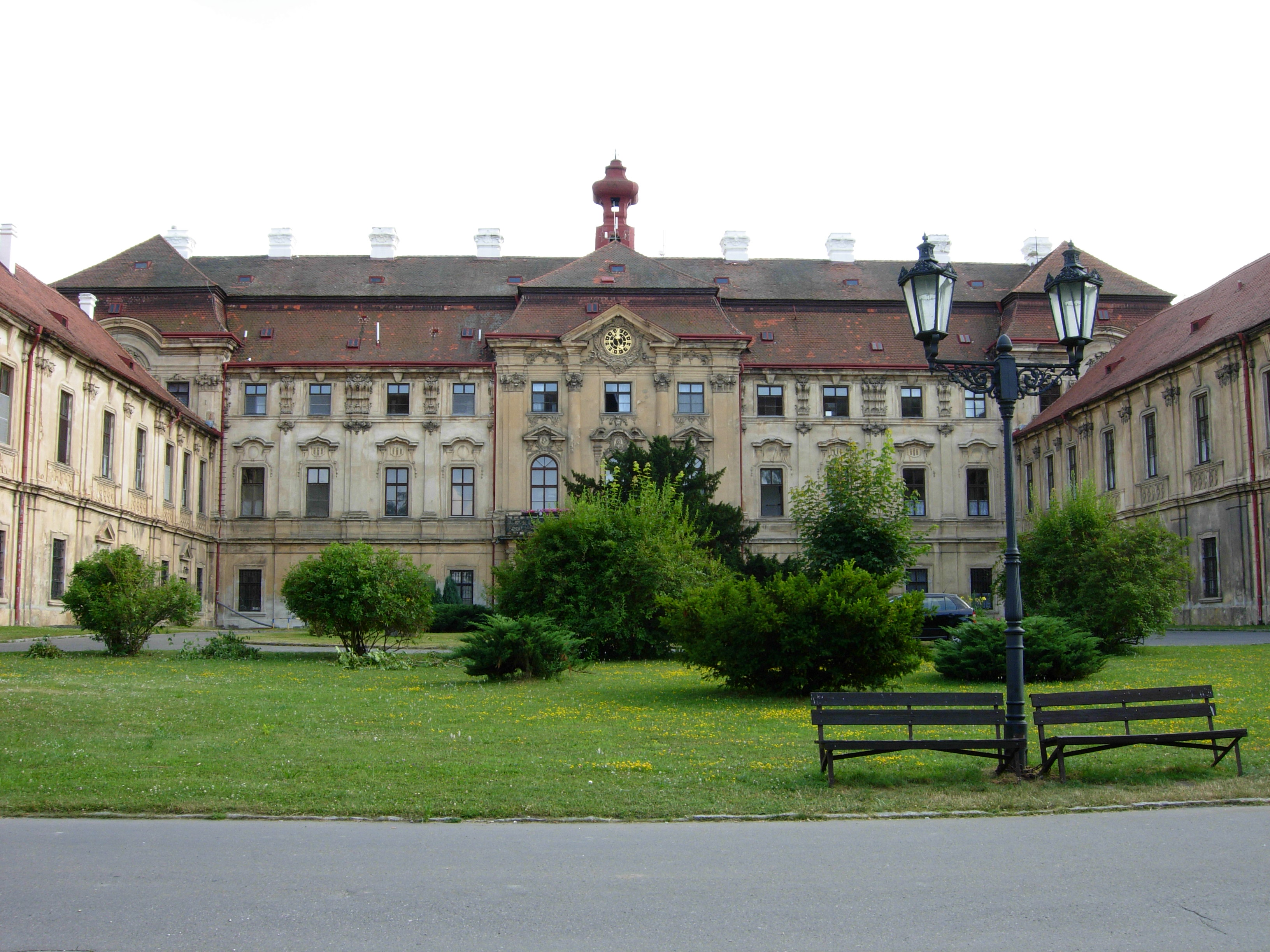
Fachada del  castillo de Měšice en Bohemia Central, segunda mitad del siglo XVIII.
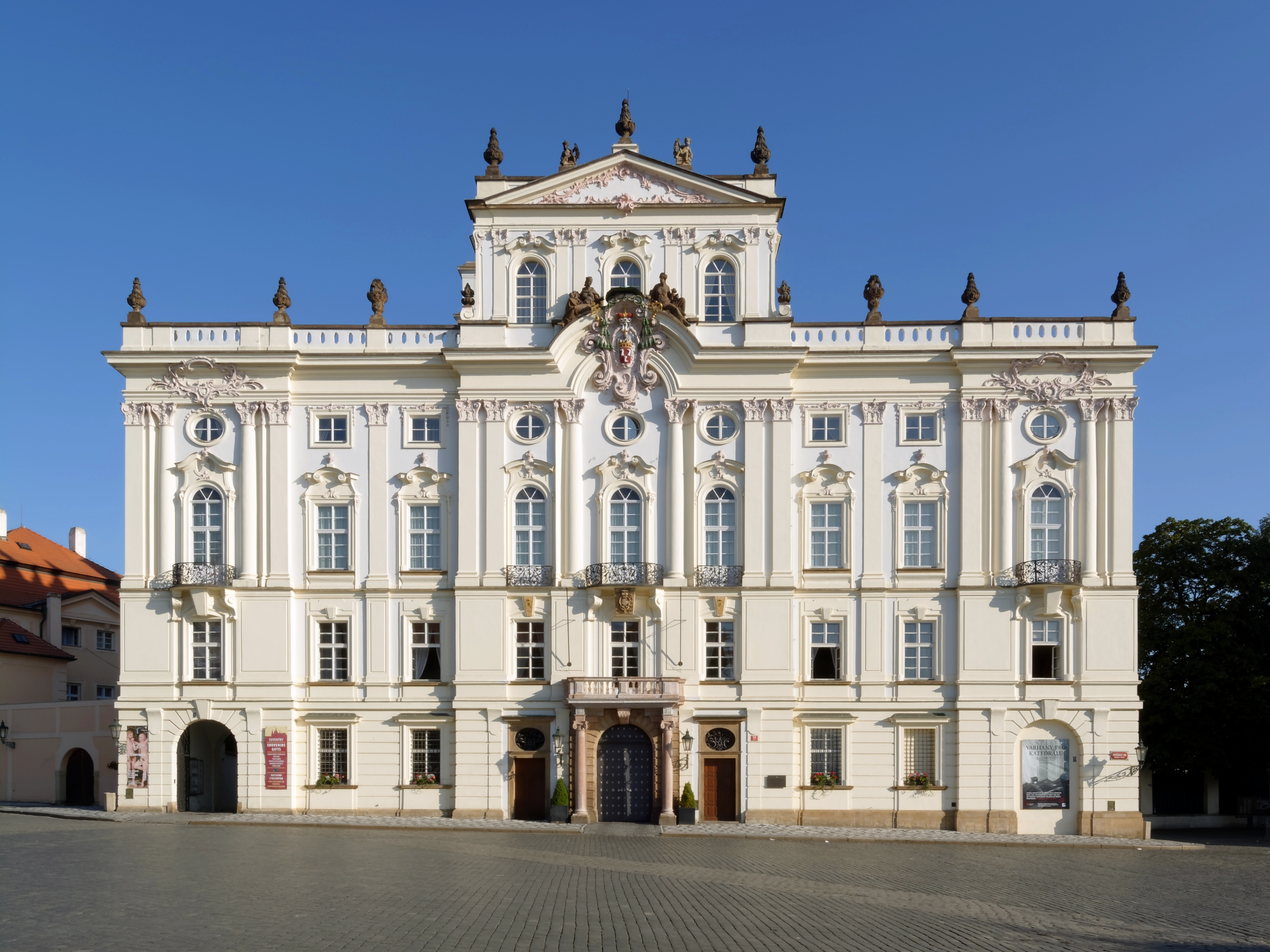
Palacio Arzobispal de Praga después de la reconstrucción de J. Wircha, segunda mitad del siglo XVIII.

## Artistas barrocos
Se recogen a continuación los artistas barrocos activos en las tierras checas:
- Arquitectos:
  - Ulrico Aostalli de Sala (ca. 1520-1597), maestro de obras del Ticino que trabajó en Bohemia
  - Giovanni Battista Alliprandi (1665-1720), de la región milanesa que trabajó en Bohemia
  - Pavel Ignác Bayer (1656-1733) (y constructor), nacido en Iglau que trabajó en Bohemia
  - Marek Antonín Canevalle (1652-1711) (y constructor), de origen lombardo
  - Karel Antonín Canevalle (1680-1740), de origen lombardo, diseñó la iglesia de S. Nicolás en Vraclav (1721) y también en Maková, cerca de Smolotely (1722).
  - Francesco Caratti (ca. 1620-1677)
  - Christoph Dientzenhofer (Kryštof) (1655-1722), de origen bávaro
  - Johann Bernhard Fischer von Erlach (1656-1723)
  - Johann Lukas von Hildebrandt (1668-1745),  austriaco de origen genovés
  - Josef Jäger (1721-1793), tirolés
  - František Maxmilián Kaňka
  - Avraam Leitner (1639-1701) (y  constructor)
  - Abrahám Leuthner (1640-1701)
  - Filiberto Lucchese
  - Carlo Lurago (1615-1684)
  - Jean-Baptiste Mathey (1630-1696)
  - Christian Alexander Oedtl (1655-1731) (y constructor)
  - Giovanni Domenico Orsi
  - Nicolo Pacassi (1716-1790), arquitecto de la corte de María Teresa I de Austria
  - Nicolò Sebrgondi (y paisajista)
  - Andrea Spezza
  - Giovanni Pietro Tencalla (Bissone, 1629-1702), de origen suizo activo en Austria y en Moravia.
  - Jacopo de Vaccani
  - Jan Dominik Canevalle (1637?-1685) (constructor)
  - Jan Jakub Antonín Canevalle (1664?-1731) (constructor de la corte)
  - Giovanni de Galliano Peroni (1586-1654)
  - Gianbartolomeo Cometa (1620-1687)

- Escultores:
  - Matyáš Bernard Braun (1684-1738)
  - Ferdinand Maxmilián Brokoff (1688-1731)
  - Jean Baptiste Dusart (1640?-después de 1702?)
  - Johann Georg Hermann
  - Franz Anton Khuen, escultor ad.
  - Ondřej Filip Quitainer
  - Konrád Max Süssner

- Pintores:
  - Luigi (Bartolomeo) Baccio del Bianco
  - Michael Leopold Willmann
  - Jan Rudolf Bys
  - Domenico Galli (?-1675)
  - Jan Kryštof Liška

En la siguiente generación, siguieron arquitectos nacionales talentosos, aunque con raíces extranjeras: 
- Kilián Ignác Dientzenhofer (1689-1751), nacido en Praga
- Anselmo Lurago (1701-1765)
- Jan Blažej Santini-Aichel (1677-1723), nacido en Praga